# الحرب الأهلية الليبية (2011)
الحرب الأهلية الليبية هي ثورة اندلعت وتحولت إلى نزاع مسلح إثر احتجاجات شعبية بداية في بعض المدن الليبية ضد نظام العقيد معمر القذافي، حيث انطلقت في يوم 15 فبراير اثر اعتقال محامي ضحايا سجن بوسليم فتحي تربل في مدينة بنغازي فخرج أهالي الضحايا ومناصريهم لتخليصه وذلك لعدم وجود سبب لاعتقاله، وارتفعت الأصوات مطالبة بإسقاط النظام وإسقاط العقيد القذافي شخصيا مما دعا الشرطة إلى استخدام العنف ضد المتظاهرين واستمرت المظاهرات حتى صباح اليوم التالي.. وفي اليوم التالي انتفضت الرقدالين و الجميل و العحيلات في غرب البلاد لكن البيضاء شهدت سقوط أول شهداء في الثورة يوم السادس عشر من فبراير وتلتها يوم 16 فبراير مظاهرات للمطالبة باسقاط النظام بمدينة البيضاء فاطلق رجال الأمن الرصاص الحي وقتلوا بعض المتظاهرين، كما خرجت مدن جبل نفوسه الزنتان ويفرن ونالوت والرجبان في نفس اليوم وقام المتظاهرون في العجيلات بحرق مقر اللجان الثورية، وكذلك مركز الشرطة المحلي، ومبني المصرف العقاري بالمدينة، وازدادت الاحتجاجات اليوم التالي وسقط المزيد من الضحايا وجاء يوم الخميس 17 فبراير/شباط عام 2011 م على شكل انتفاضة شعبية شملت بعض المدن الليبية في المنطقة الشرقية فكبرت الاحتجاجات بعد سقوط أكثر من 400 ما بين قتيل وجريح برصاص قوات الأمن ومرتزقة تم جلبهم من قبل النظام. وقد تأثرت هذه الاحتجاجات بموجة الاحتجاجات العارمة التي اندلعت في الوطن العربي مطلع عام 2011 م وبخاصة الثورة التونسية وثورة 25 يناير المصرية اللتين أطاحتا بالرئيس التونسي زين العابدين بن علي والرئيس المصري حسني مبارك. قاد هذه الثورة الشبان الليبيون الذين طالبوا بإصلاحات سياسية واقتصادية واجتماعية. كانت الثورة في البداية عبارة عن تظاهرات واحتجاجات سلمية، لكن مع تطور الأحداث وقيام الكتائب التابعة لمعمر القذافي باستخدام الأسلحة النارية الثقيلة والقصف الجوي لقمع المتظاهرين العزّل، تحولت إلى ثورة مسلحة تسعى للإطاحة بمعمر القذافي الذي قرر القتال حتى اللحظة الأخيرة. وبعد أن أتم المعارضون سيطرتهم على الشرق الليبي أعلنوا فيه قيام الجمهورية الليبية بقيادة المجلس الوطني الانتقالي، وفي يوم 20 أنتفضت مدينة طرابلس وهي العاصمة الليبية وقد افلح شباب العاصمة بإسقاط العاصمة ونظام القذافي في تسع ساعات وكان ذلك بسبب رفض الكتيبة المسيطرة على طرابلس القتال ورغبتها في حقن الدماء وبعدها في يومي 21 و22 أغسطس دخل الثوار إلى العاصمة طرابلس المحررة من شبابها بالاحتفال وقامو جميع الثوار بسيطرة على آخر معاقل القذافي وقتل الأخير في سرت بحلول يوم 20 أكتوبر.

## الخلفية

### حكم معمر القذافي

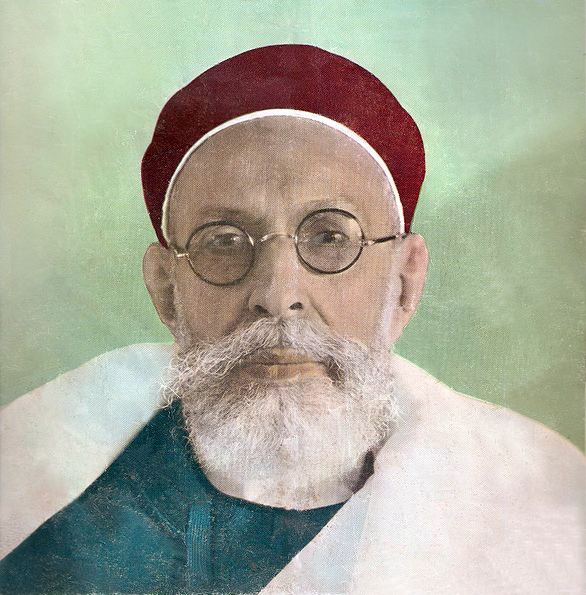
إدريس السنوسي، ملك ليبيا منذ الاستقلال عامَ 1951 وحتى انقلاب القذافي عام 1969.

في شهر فبراير عام 1943م انتهى الغزو الإيطالي لليبيا بعدَ حملة عليها من طرف دولتي بريطانيا وفرنسا، اللتين نجحتا في دحر إيطاليا وألمانيا من البلاد بالقوة العسكرية وتقاسماتها جنباً إلى جنبٍ معَ بقيَّة المُستعمرات الإيطالية، فحصلت بريطانيا على إقليمي برقة وطرابلس فيما أخذت فرنسا إقليم فزان، واستمرَّ الوضع كذلك حتى أعلن في 24 ديسمبر 1951 عن استقلال ليبيا رسمياً، وبذلك قامت المملكة الليبية المتحدة. ظلَّت المملكة الليبية بقيادة إدريس السنوسي تحكم ليبيا تحتَ نظام ملكيٍّ وراثي حتى تاريخ 1 سبتمبر 1969، عندما استغلَّ الملازم معمر القذافي وُجود الملك السنوسي خارج البلاد لتلقي العلاج ونفذ ما سمي ثورة الفاتح من سبتمبر ليُعلن قيام الجمهورية العربية الليبية، ثمَّ أعلن في 2 مارس 1977 عن بدء «سلطة الشعب» وغير اسم الدولة إلى الجماهيرية العربية الليبية الشعبية الاشتراكية (وأضاف لاحقاً كلمة «العظمى» في 14 أبريل 1986 بعدَ الغارات).

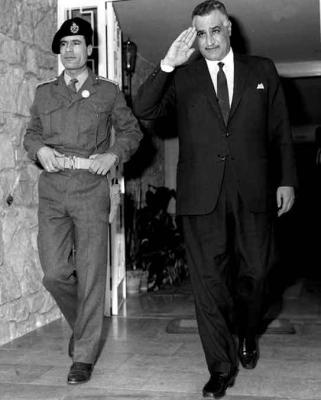
معمر القذافي بجانب جمال عبد الناصر عام 1969، بعدَ انقلابه على الملكية مُباشرة.

بعدَ «إعلان قيام سلطة الشعب» في عام 1977 تغيَّر نظام الحُكم في ليبيا إلى نظام مُعقد وغير اعتياديٍّ وضع أسسه العقيد معمر القذافي، وهوَ ما يُسميه النظرية العالمية الثالثة (باعتباره طريقة الحُكم الثالثة بعدَ الماركسية والرأسمالية)، التي ألف لها كتاباً اسمه الكتاب الأخضر يَشرح أسسها ومفاهيمها. ويَعتمد نظام الحُكم هذا الذي أسسه القذافي على مبدء اللجان الشعبية، إذ أن المؤتمر الشعبي العام يُعد أعلى سلطة تشريعيَّة في الدولة وفق هذا النظام، حيث يَحل مكان مجلس الوزراء ويَقوم بسن القوانين وغيرها من التشريعات، ويَتكوَّن هذا المؤتمر العام من مُمثلين عن عامة الشعب، إذ أن سكان البلاد مُقسمون إلى وحدات محلية تحوي كلٌّ منها 1,000 شخص، يَقومون بدورهم بانتخاب شخص منهم ليُمثلهم في المؤتمر.
يُعد معمر القذافي أطول حاكم غير ملكيٍّ من حيث مدة الحُكم في تاريخ العالم أجمع، وأطول حاكم في تاريخ ليبيا منذ أن أصبحت ولاية عثمانية عامَ 1551م، لكنه معَ ذلك يَعتبر أنه ليسَ حاكماً ولا يَملك أيَّ منصب، إنما «قائداً» و«زعيماً» فيما يَحكم الشعب نفسه بنفسه. كان القذافي إنساناً غريبَ الأطوار بشكل عام، وكثيراً ما كان يُحاول الخروج عن المُعتاد في أفكاره، فكان يُلقب نفسه بـ«ملك ملوك إفريقيا»، ويَدعو إلى دولة مُتحدة في فلسطين باسم «إسراطين»، كما ألغى التقويم الهجريَّ في ليبيا واعتمدَ تقويماً شمسياً جديداً يَبدأ تأريخه من وفاة النبي محمد ويَعتمد تسميات خاصة للأشهر مُختلفة عن سائر التقاويم الأخرى (وقد آثار تقويمه هذا انتقادات واسعة في الأوساط العربية). كانت العلاقات عموماً متوترة بين القذافي والغرب خلال مُعظم فترة حكمه، ووصلَ الأمر إلى حد فرض عُقوبات قاسية ضد ليبيا في مجلس الأمن الدولي عام 1989، لكن معَ ذلك فبعدَ رفع المجلس لعقوباته في عام 1998 عادت العلاقات بين ليبيا والغرب للتحسُّن بسرعة والتوطد إلى حد كبير، ومن ضمن ذلك دفعه تعويضات بمقدار 2.7 مليار دولار إلى الغرب عام 2003 بسبب التوترات السابقة، ثمَّ تفكيكه لأجهزته النووية وإلغاء برنامجه النووي وإهداء مخططاته ومعداته كافة إلى الولايات المتحدة الأمريكية.

### حقوق الإنسان في عهد القذافي
شهدت فترة حكم القذافي سجلا حافلا في مجال حقوق الإنسان وانتهاكات صارخة لحقوق الإنسان وزاد قمع الحريات وتقنين الصحافة والرقابة على المطبوعات وزاد سجناء الرأي والسجناء السياسين وغيبوا وقتل المئات منهم والتنكيل والتهجير بأسرهم وزاد الخوف من أجهزة الأمن والبوليس السياسي. وشهدت ليبيا كذلك فترة الإعدامات الجماعية التي بدأت في نهاية السبعينات واستمرت حتى منتصف الثمانينات وراح ضحيتها العديد من طلبة الجامعات والمثقفين وأصحاب الفكر السياسي المناهض لفكر القذافي واعدموا على في الساحات والميادين والجامعات.

### الاحتقانات الشعبية في عهد القذافي

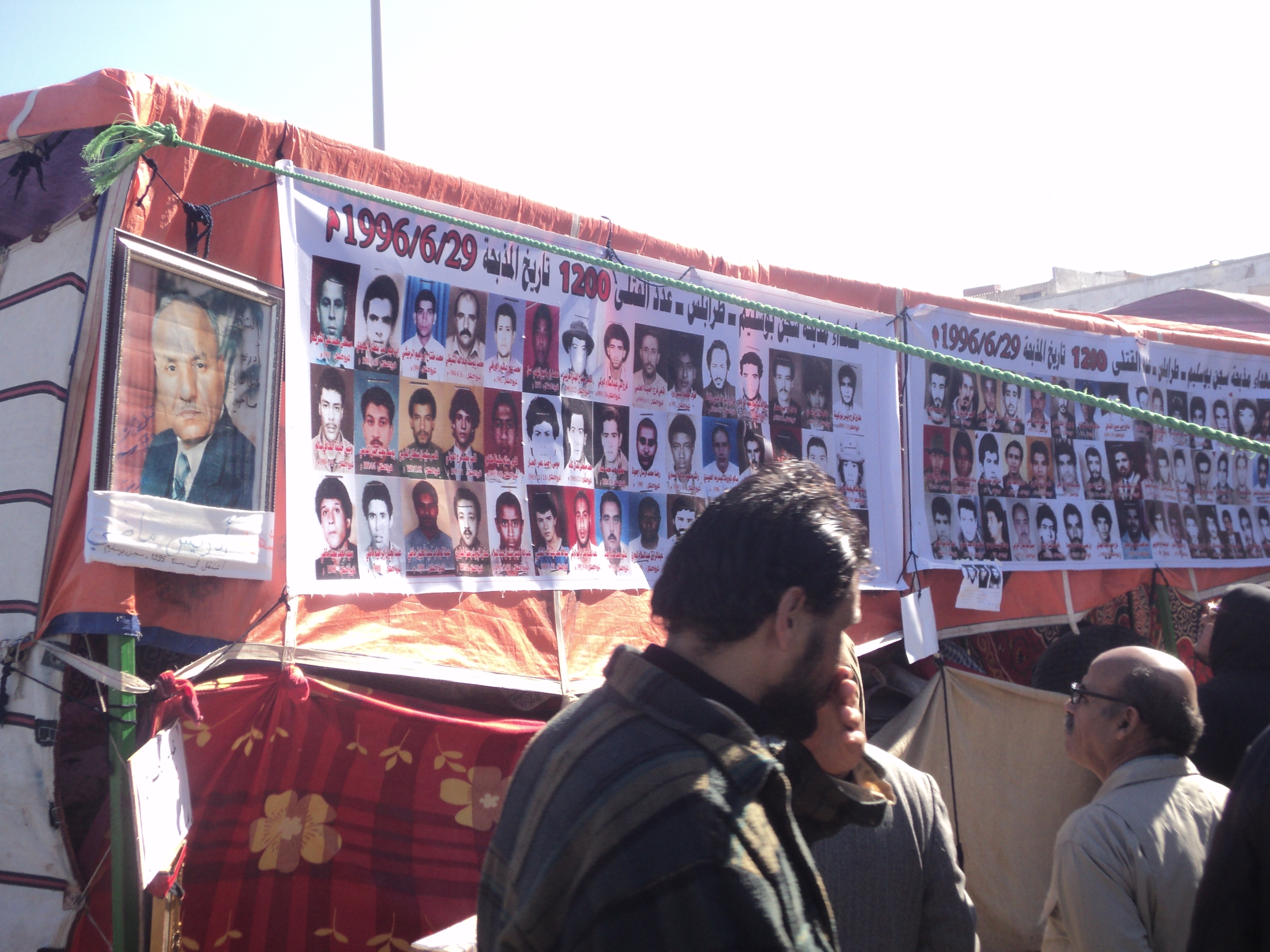
حفل بمدينة بنغازي في ذكرى مجزرة بو سليم عام 2011.

أبرز ثلاث احتقانات وأحداث شعبية شهيرة في عهد القذافي هيَ مجزرة سجن أبو سليم عام 1996 ومجزرة مشجعي كرة القدم عام 1996 ومظاهرات بنغازي عام 2006.
ففي عام 1996 قامت أجهزة الأمن الليبية بارتكاب إحدى أكبر المجازر في عهد القذافي بسجن أبو سليم، وهو سجن يُؤوي المُعتقلين السياسيين في المقام الأوَّل، ويُعد أكثر سجون ليبيا إحكاماً وتحصيناً، وبنقيض باقي سجون البلاد فهوَ لا يَخضع لإدارة وزارة العدل الليبية بل يُدار مُباشرة من طرف الأمن الداخلي. لكن في شهر يونيو عام 1996 تمرَّد عدد كبير من السجناء مُطالبين بأن يُحاكموا بشفافية بدلاً من اعتقالهم قسرياً وبأن يَحصلوا على ظروف معتقل أقل سوءاً، وتمكن المُتمؤدون من السَّيطرة على جزء من السجن وطرد الحرس منه، ونتيجة لهذا فقد أطلقت أجهزة الأمن الليبية حملة يوم 28 يونيو من ذلك العام لقمع التمرُّد، واقتحمته في ذلك اليوم ميليشات القذافي معَ العديد من القادة الأمنيين البارزين مثل عبد الله السنوسي وموسى كوسا. وبعدَ بعض المُفاوضات بينهم وبين المُتمردين، بدأت عملية اقتحام المناطق التي يُسيطر عليها السجناء باستخدام الرشاشات والقنابل اليدوية، وبذلك بدأت المَجزرة، التي قبضوا خلالها على مئات المُتمردين وقاموا بتصفيتهم جماعياً، ويُقدر عدد ضحاياها بحوالي 1170 قتيلاً.
وفي عام 1996 نفسه حدثت مجزرة أخرى أصغرَ حجماً في العاصمة طربلس أيضاً، إذ انتصرَ نادي الأهلي الطرابلسي على النادي الاتحادي في إحدى مباريات كرة القدم، فتحمَّسَ مشجعو الأهلي وأخذوا بالهتاف ضد النادي الاتحادي وتأييداً للأهلي، وقد كان وقتها الساعدي القذافي - ابن معمر القذافي - حاضراً في المباراة على المنصة الشرفية، فلم تَرق له هتافات الجمهور لأنه كان عضواً في النادي الاتحادي آنذاك، ولذلك أمرَ قوَّات الأمن بإطلاق النار على المُشجعين فوقعت المجزرة التي راحَ ضحيتها 20 مدنياً ممن كانوا يَهتفون للنادي الأهلي. وقد تسبَّبت هذه المجزرة بإغلاق نادي الأهلي والاتحاد وتجميد نشاط كرة القدم في كافة أنحاء ليبيا لمُدة ثلاث سنوات كاملة.
وفي بنغازي اندلعت أحداث عام 2006 بسبب أزمة الرسوم المسيئة للنبي محمد، التي خرج رداً عليها المئات في المدينة في يوم الجمعة 17 فبراير واتجهوا نحوَ القنصلية الإيطالية بها، وحاولَ المُتظاهرون اقتحام القنصلية فاعترضتهم قوَّات الشرطة، ثمَّ صعدَ فتى إلى مبناها وانتزعَ العلم فأطلقت الشرطة عليه النار، وبذلك بدأ الاشتباك بين المُتظاهرين الغاضبين ورجال الشرطة الذي تطوَّر إلى استخدام الرَّصاص الحي وانتهى بمقتل 11 متظاهراً وسُقوط ما لا يَقل عن 35 جريحاً. وبعدَ هذه المجزرة تطوَّرت الأحداث، فاندلعت الاحتجاجات مُجدداً يوم السبت وأحرق المُتظاهرون الغاضبون القنصلية الإيطالية بعدَ أن اتجهوا إليها مُجدداً، وخلال فترة أيام 18 - 20 فبراير توسعت دائرة مطالب المُحتجين، فأخذوا بالتوجه نحوَ رموز السلطة بليبيا نفسها، وأحرقوا أربع مقارٍ للشرطة ومبنيي الضرائب والمباحث الجنائية فضلاً عن اقتحامهم لمديرية الأمن في بنغازي، وكانت حصيلة المباني الحُكومية التي أحرقوها في آخر الأمر حوالي 30 مبنى. وفي سبيل احتواء هذه الاحتجاجات أعلنت السلطات الليبية الحداد على «شهداء» مجزرة 17 فبراير وأقالت وزير الأمن العام بالبلاد، كما اهتمَّت بنقل عددٍ من جرحى المُظاهرات للعلاج في الخارج. وبعدَ وُصول الاحتقان إلى هذا المستوى على مدى أربعة أيام من التوترات في مدينة بنغازي، انتهت الأحداث بفرض السلطات الليبية لحالة الطوارئ وإعلانها حظر التجوال في المدينة، معَ إرسال تعزيزات أمنية إليها من المناطق المُجاورة للحرص على عدم تكرار المُظاهرات.
كما شهدت مدينة البيضاء في 1 سبتمبر عام 2006 احتجاجاً عارمة أثناء احتفال انقلاب 1969 أو مايعرف الفاتح، وقام بعض المواطنين بالهجوم على عربات بها دبلوماسيين والعقيد القذافي احتجاجاً على الأوضاع الاقتصادية بالمدينة، مما أدى إلى كسر نوافذ السيارات ولم يصاب على اثرها أي شخص.
أخرها شهدت مدينة يفرن في 24 ديسمبر عام2008 والتي تعد حاضرة أمازيغ ليبيا احتجاجات كبيرة بعدما قام مجموعة لسيف الإسلام نجل القذافي باقتحام المدينة ومداهمة لعدد كبير من منازل الناشطين حول قضية حقوق الثقافة الأمازيغية مما أثار غضب أبناء المدينة وتم حصار المدينة وقطع الكهرباء والإتصلات لمده 4 أيام عنها وهدد القذافي بقصفها بالطائرات.

#### الدعوة إلى الثورة

العلم الليبي القديم بعد الاستقلال وأثناء الملكية التي أطاح بها القذافي عام 1969م، الذي أصبح شعاراً للمحتجين.

أنشأ الناشط «حسن الجهمي» المتخصص في مجال المعلوماتية يومَ الجمعة 28 يناير صفحة على موقع الفيسبوك الاجتماعي تدعو إلى انطلاق ثورة في كافة أنحاء ليبيا يوم 17 فبراير، في ذكرى أحداث مدينة بنغازي عامَ 2006 الخامسة (طالع الفقرة أعلاه للتفاصيل)، وللتخلص من الفقر والتعبير عن حقوق الشعب الطبيعية حسبَ وصف صاحب الصفحة لوظيفتها. وسُرعان ما بدأت صفحته بالانتشار، وبدأ بتشكيل شبكة اتصالات معَ ناشطين آخرين في البيضاء وبنغازي وطرابلس يَدعون إلى انتفاضة مُشابهة في البلاد.
وبالتزامن معَ ظهور هذه الدعوات على الإنترنت، في أوائل شهر فبراير ادعى «المؤتمر الوطني للمعارضة الليبية» أنه علمَ من مصادر مطلعة في السلطات الليبية أن هناك خططاً لاحتواء أي حراك شعبيٍّ مستقبلي مُحتمل بتنفيذ عددٍ من الإصلاحات السياسية والاجتماعية في البلاد، ستتضمن تشكيل حكومة جديدة لوضع دستور جديد وسن قانون للأحزاب. كما قالَ المؤتمر في يوم 4 فبراير أن خطبَ الجمعة في مُختلف أنحاء ليبيا تناولت موضوع أمن واستقرار البلاد وركزت عليه، مما اعتبره مُحاولة أخرى لاحتواء الحراك الشعبي. وفي الأيام الأولى من شهر فبراير أيضاً، اجتمعَ مسؤولون في النظام أكثر من مرة معَ ناشطين ومثقفين وممثلين للقبائل الليبية لإبلاغهم بضرورة الحفاظ على الأمن والاستقرار، وحماية الشعب والمواطنين مما يُنشر على الإنترنت من دعوات محرِّضة.
وقبل انطلاق الانتفاضة بقليل، اجتمعت جهات وتنظيمات وقوى مُختلفة من المعارضة الليبية في الخارج بمبادرة وترتيب كل من هدى السراري» (وهي إعلامية وشاعرة) ومجاهد البوسيفي (كاتب صحفي) وطارق القزيزي(صحفي وناشط) وإبراهيم جبريل (مخطط استراتيجي) لمُناقشة الوضع السياسي في البلاد يومَ الإثنين 14 فبراير، وصفت نفسها بأنها: «تنظيمات وفصائل وقوى سياسية مستقلة وشخصيات وطنية ليبية ومنظمات وهيئات حقوقية مهتمة بالشأن الليبي العام». وأصدرت هذه الجهات والتنظيمات معاً بياناً موحداً طالبت فيه الزعيم الليبي العقيد معمر القذافي بالتنحي عن الرئاسة ونقل نظام الحُكم بشكل سلمي ليُصبحَ مرتكزاً على أسس الديمقراطية.
وفي النهاية في يوم 14 فبراير وقبل بدء الثورة بيوم واحد ألقت السلطات الليبية القبضَ على المحامي فتحي تربل في بنغازي المُعارض لنظام القذافي والمسؤول عن قضية أهالي ضحايا مجزرة سجن أبو سليم في القضاء، بالإضافة إلى عدة ناشطين آخرين بينهم المُدوِّن «فرج الشراني»، مما اُعتبرَ الشرارة الأولى الفعلية للاحتجاجات الليبية ومُفجِّرها الرئيسيّ.

## أحداث الصراع

### اندلاع الاحتجاجات

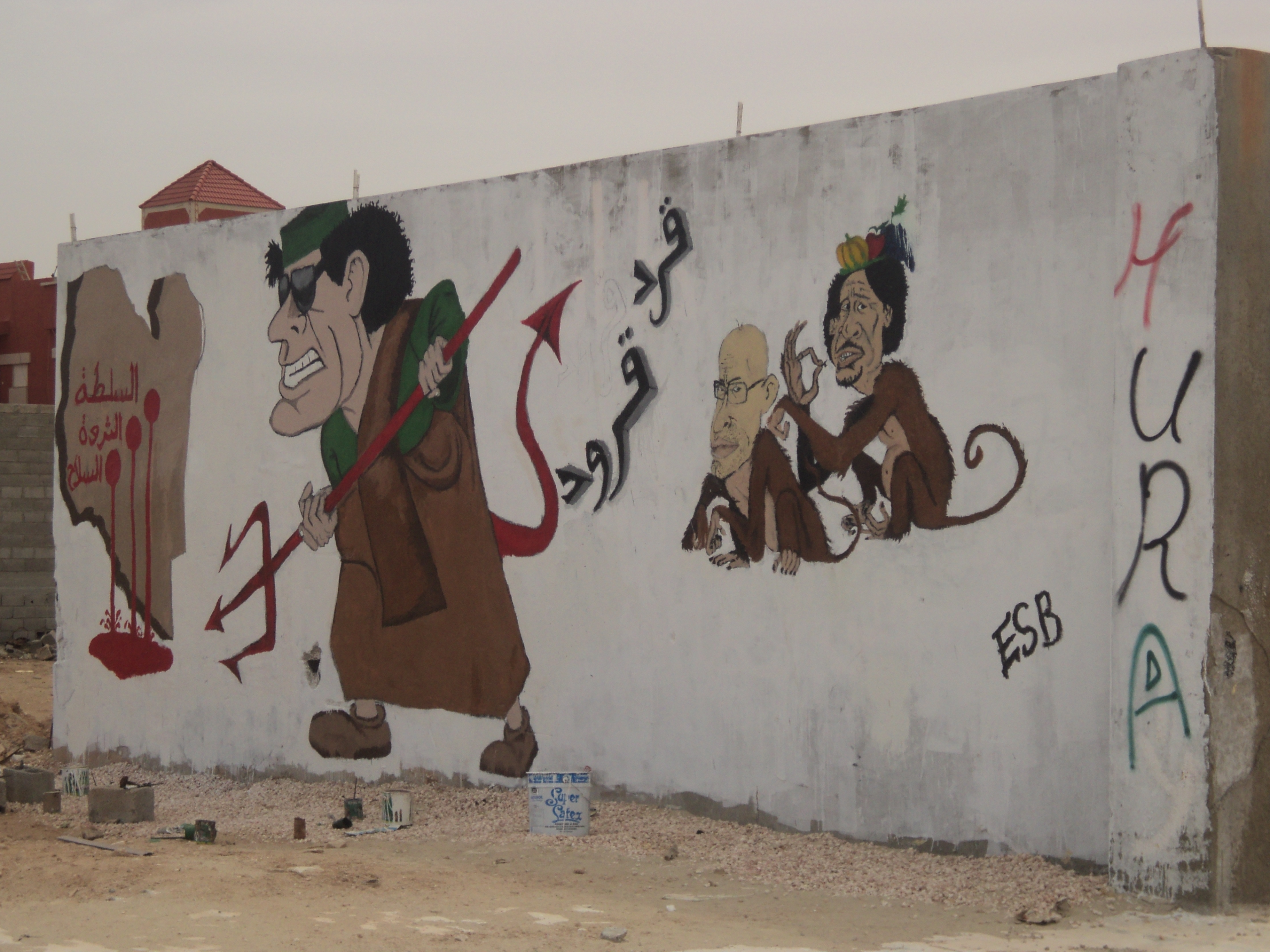
رُسوم كاريكاتيرية تستهزئ بالقذافي في مدينة بنغازي، إحدى أولى المدن التي ثارت في ليبيا.

إندلعت الثورة قبل اليوم المحدد 17 فبراير، إذ خرجت مظاهرة في مدينة بنغازي يوم 15 فبراير وأغلبية المتظاهرين كانوا من أهالي شهداء بو سليم الذين كانوا على موعد كل يوم سبت لوقفة إحتجاجية والمطالبة بمكان الجثث ومحاكمة المسؤول عن القضية وفي يوم 15 فبراير أعتقل محامي هذه العائلات فتحرك الشباب للخروج في مظاهرة مبكرة قبل اليوم المتفق عليه في شبكة الإنترنت وكان المحامي فتحي تربل هو الفتيل الذي بدأت به شرارة الثورة. وبعدَ اعتقال الناشطين فتحي تربل وفرج الشراني، خرجَ الآلاف للتظاهر في مساء يوم الثلاثاء 15 فبراير أمام مديرية الأمن بمدينة بنغازي. وسُرعان ما جاءَت مجموعة من البلطجية الذين كانوا يَهتفون تأييداً للعقيد معمر القذافي وهاجمت المُحتجين، فتطوَّرت المُظاهرة إلى اشتباك عنيف استَخدم المُتظاهرون خلاله الحجارة والزجاجات الحارقة لإبعاد المُهاجمين. وقد انتهت الوقفة الاحتجاجية عندما وصلت مجموعات من الشرطة النظامية واستخدمت الهراوات وخراطيم المياه لتفريق المُتظاهرين، وكانت حصيلة الاشتباكات في آخر الأمر سقوط 38 جريحاً. وبالتزامن معَ هذه المُظاهرة، خرجت في المقابل مسيرات مؤيدة للعقيد القذافي في مدن أخرى بأنحاء ليبيا منها بنغازي نفسها وسرت وسبها والعاصمة طرابلس. وبعدَ انطلاق هذا الحراك الشعبي المفاجئ لم يَمضي وقت طويل حتى أُعلنَ الإفراج عن فتحي تربل في وقت متأخر من مساء الثلاثاء، كما وعدت السلطات الليبية بالإفراج يومَ الأربعاء عن 110 سجناء آخرين من معتقلي سجن أبو سليم.

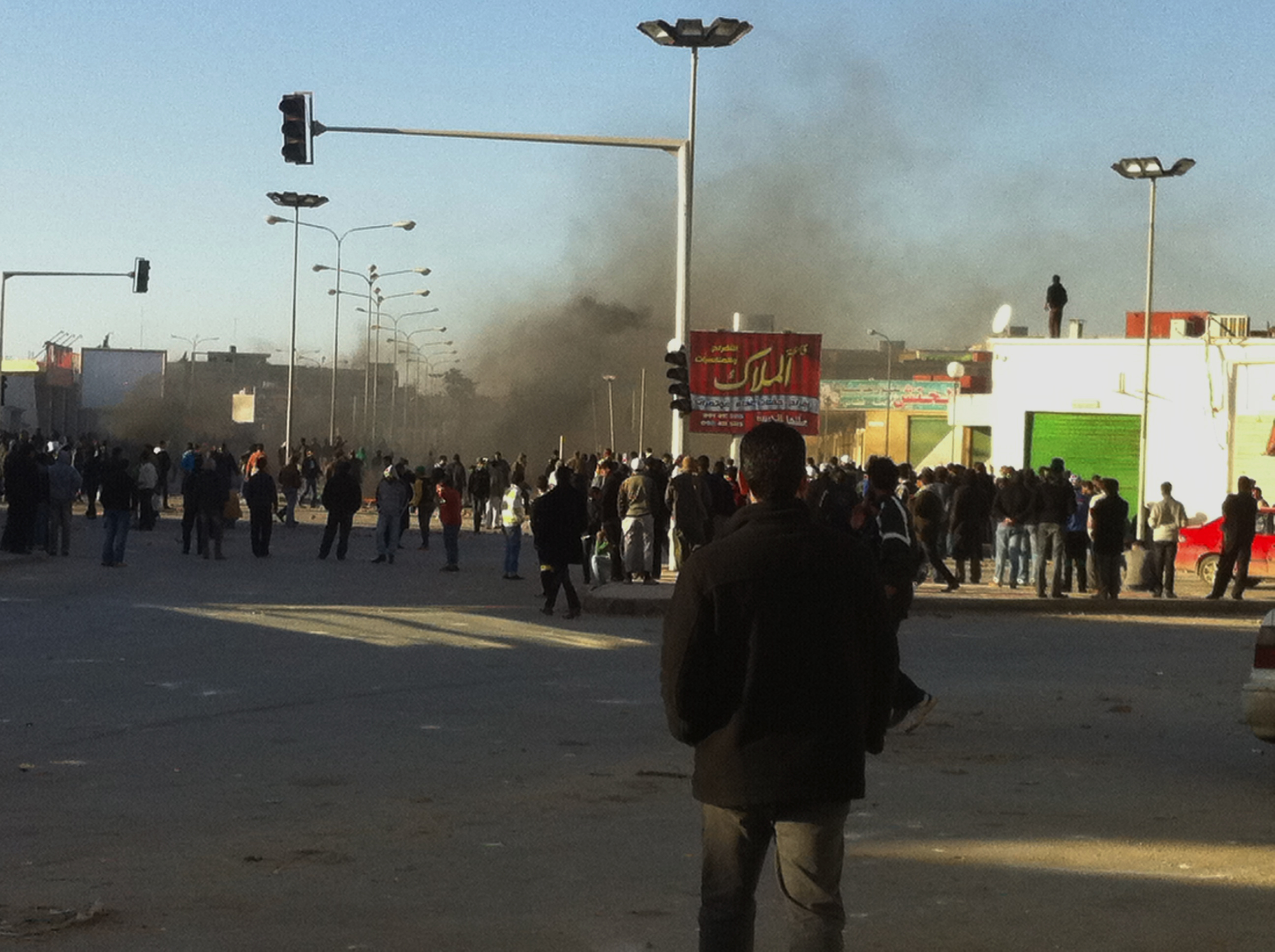
الاشتباكات بين الأمن والمُتظاهرين في مدينة البيضاء خلال يوم الغضب الليبي بتاريخ 17 فبراير.

كما انطلقت مظاهرات تطالب بإسقاط النظام في مدينة البيضاء يوم 16 فبراير وهي الأولى من نوعها في ليبيا وسقط بالمدينة حوالي 3 قتلى وتعد من إحدى شرارت ثورة 17 فبراير، وأخيراً انطلقت الاحتجاجات في أنحاء ليبيا يومَ الخميس 17 فبراير تحتَ شعار «يوم الغضب الليبي»، ووصلت إلى سبع مدن هيَ بنغازي والبيضاء وطبرق ودرنة وأجدابيا ونالوت والزاوية والزنتان ويفرن،، ومناطق مجاورة كيفرن وخلال برهة وصلَ الأمن لفض المُظاهرات، فتطوَّرت بسرعة إلى مواجهات عَنيفة بين الطرفين، وقامَ المُتظاهرون بإحراق العديد من المباني الحكومية في مدن مختلفة، وفي النهاية تعرَّضت العديد من المُظاهرات لإطلاق النار والفض بالرَّصاص الحي، وتراوحت إحصاءات أعداد القتلى من 11 إلى 49 قتيلاً موزعين بين مدن بنغازي والبيضاء وأجدابيا ودرنة. وذلك على الرغم من أن بعض رجاء الأمن قد انضموا إلى المُحتجين وامتنعوا عن إطلاق النار عليهم، فيما كان ردُّ الفعل الحكومي الأول هوَ إقالة مسؤول أمنيٍّ في مدينة البيضاء. لكن من جهة أخرى فإن السلطات بدأت حملة اعتقالات في طرابلس ألقي القبض خلالها على 14 ناشطاً على الأقل، وربَّما كان ذلك تحسباً لاحتجاجات مُشابهة مثل ما حدث في مدن أخرى.
ارتفعَ عدد المدن المحتجة إلى 16 معَ قدوم يوم الجمعة 18 فبراير، إذ بلغت المُظاهرات مدن بنغازي والبيضاءو طبرق ودرنة وأجدابيا والمرج وطبرق والقبة وشحات ويفرن والزنتان والزاوية ونالوت وجادو والرجبان وزوارة وكاباو وطرابلس (في تاجوراء وسوق الجمعة وفشلوم وجنزور). وقد كرَّرَ المُتظاهرون - خصوصاً في بنغازي - أعمال حرق المباني الحكومية كما في اليوم السابق، فيما وصلَ الأمر إلى حد شنق شرطيَّين في البيضاء. وكما في اليوم السابق أيضاً استخدمَ الرَّصاص الحي ضد المحتجين، فسقطَ 24 قتيلاً موزعين على مدن بنغازي والبيضاء ودرنة. وبنهاية اليوم كانت المُظاهرات قد عمَّت مدينتي البيضاء والزنتان تماماً، وتمكن المُحتجون - بعدَ انضمام الأمن والشرطة إليهم - من طرد أنصار القذافي بالكامل تقريباً من كلا المدينتين، وأصبحتا تحتَ سيطرة المُتظاهرين.

#### المجازر ضد المحتجين

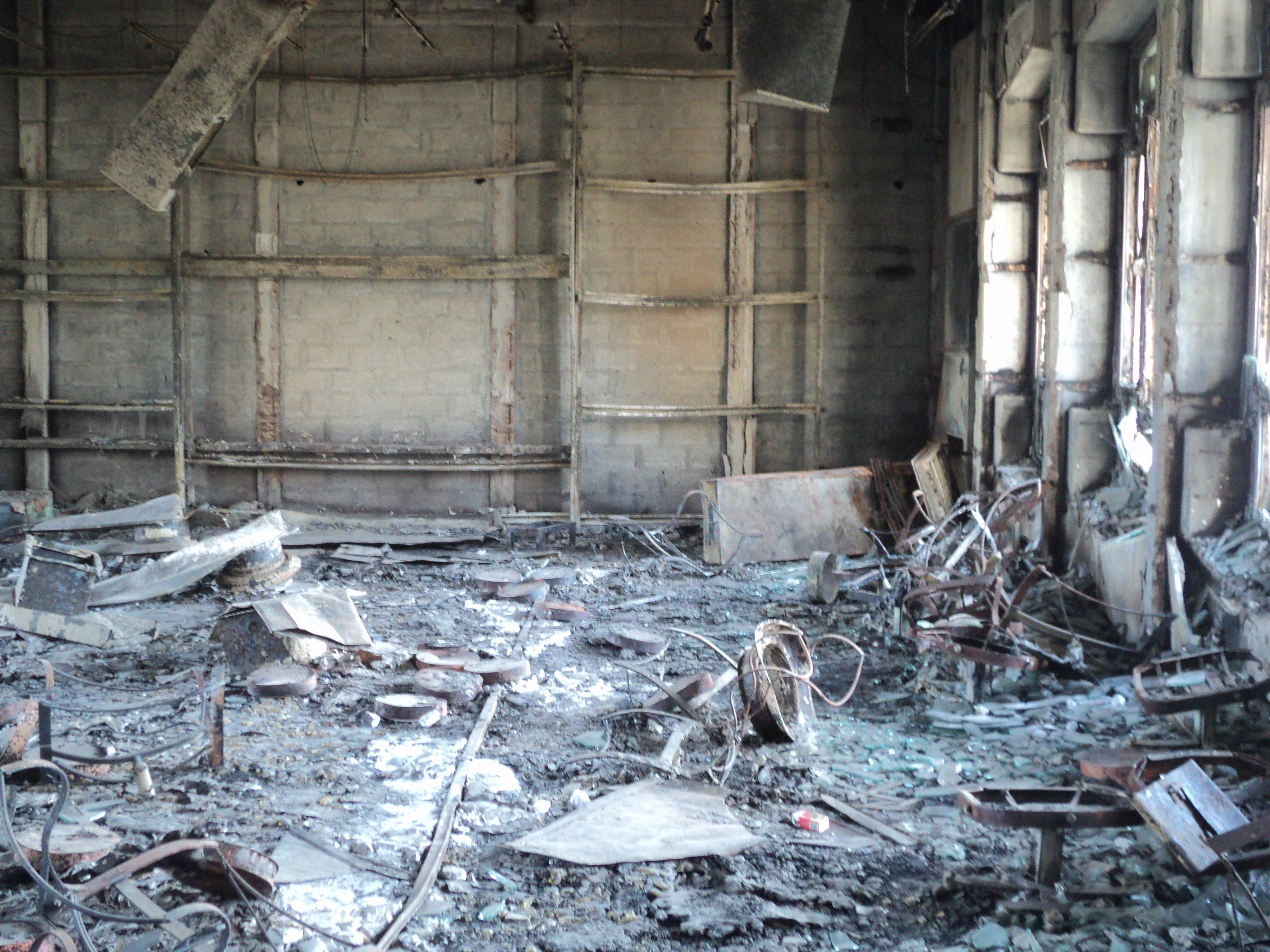
مشهد من داخل مبنى "كتيبة الفضيل" (مديرية الأمن) في مدينة بنغازي الذي أحرقه المُحتجون يوم 20 فبراير بعدَ أن سلمتهم إياه قوات الأمن المنشقة.

وخرجت في يوم الخميس17 فبراير مسيرة بمدينة بنغازي لتشييع قتلى اليومين السابقين، فأطلقت مجموعات من المغاوير النار على المُحتجين بكثافة وقصفتهم بالأسلحة الثقيلة ومضادات الطائرات، مما أدى إلى سُقوط 15 قتيلاً على الأقل حسبَ منظمات حقوق الإنسان الدولية، لكن مع ذلك فقد قال الناشط فتحي تربل أن العدد قد يَصل إلى 200 قتيل في بنغازي وحدها منذ بداية الاحتجاجات، في حين أفادت مصادر طبيَّة يوم الأحد التالي أنه يُوجد في «مستشفى الجلاء» بالمدينة حوالي 300 جثة لقتلى من الاحتجاجات فضلاً عن وُجود قرابة 1,000 جريح فيه، مما يُمكن أن يَعني أن عدد ضحايا المجزرة أضخم بكثير. كما سقط في مدينة البيضاء وحدها ما يقارب 150 قتيل، وسقط قتيل آخر في مصراتة خلال تفريق مُظاهرة. وفي يوم الأحد 20 فبراير استمرَّت الاضطرابات في بنغازي، وخرجَ عشرات آلاف المُتظاهرين إلى الشوارع فهاجمهم مُسلحون وتسبَّبوا بسُقوط 50 قتيلاً. وبعدَ هذه الاشتباكات أعلنت قوَّات من الأمن والجيش انضمامها إلى المحتجين، وسلمتهم مبنى مديرية الأمن بالمدينة فنهبوه وأحرقوه. وبعدَ انضمام الأمن والجيش هذا اضطرَّ أنصار القذافي والموالون له إلى الانسحاب من المدينة، فأصبحت تحتَ سيطرة المحتجين بالكامل هيَ الأخرى مثل البيضاء والزنتان فيما أطلقوا عليه «تحرير المدينة». وإلى جانب هذه المدن الثلاث، أفادَ ناشطون أيضاً بسيطرة المُحتجين على مدينة رابعة يومَ الأحد هيَ الزاوية بعدَ خروج مُظاهرات حاشدة فيها. وفي العاصمة طرابلس خرجت مُظاهرات بالآلاف في منطقتي سوق الجمعة والدهان شرقي المدينة، وانشقت قوَّات الأمن والشرطة مُلتحقة بالمُتظاهرين فانسحبَ أنصار القذافي، وأعلنت قوَّات الجيش في قاعدة معيتيقة الجوية المُجاورة انشقاقها أيضاً، فوقعَت المنطقة بأكملها بذلك في قبضة المُحتجين، الذين حاصروا مقرَّ الإذاعة وقرُّوا التوجه نحوَ الساحة الخضراء وسطَ العاصمة حيثُ بدؤوا اعتصاماً مفتوحاً. لكن سُرعان ما جاءَ مرتزقة أجانب ليبدؤوا بإطلاق النار على المُعتصمين، ثمَّ انطلقت مُظاهرة مناصرة للقذافي في الساحة واصطدمت معَ المناهضين له. كما قطعت خدمات الإنترنت بالكامل عن ليبيا في مساء الأحد.
وبعدَ أحداث العاصمة هذه، ظهرَ سيف الإسلام القذافي في خطاب على التلفاز للمرَّة الأولى منذ اندلاع الاحتجاجات، حذر خلاله من إمكانية اندلاع حرب أهلية في ليبيا بسبب طبيعتها القبلية منبهاً إلى أنها «ليست تونس أو مصر»، كما وعدَ بسن قوانين إصلاحية وتعديل الدستور لإرضاء المحتجين. وبعدَ هذا الخطاب تأججت المُظاهرات وخرجت في مَناطق مُختلفة من العاصمة، من ضمنها شارع عمر المختار، وقامت الحشود الغاضبة بإحراق العديد من المباني الحكومية في المدينة.
وقد كان الأهم من انضمام الجيش في يوم الأحد هوَ بروز بعض ردود الفعل المحلية الأولى اتجاه الاحتجاجات، إذ استقالَ مندوب ليبيا في الجامعة العربية معبراً عن انحيازه إلى «الثورة الشعبية»، وفي المُقابل أعلنت قبائل كبرى عديدة من قبائل ليبيا دفعة واحدة عن انحيازها إلى المحتجين وتخليها عن نظام القذافي، أبرزها قبيلتا ورفلة - أكبر قبيلة في البلاد بتعداد يَبلغ مليون نسمة - وترهونة - ثاني أكبر قبيلة بنفس التعداد تقريباً والتي يَنتسب إليها معظم جنود الجيش -، فضلاً عن «قبيلة الزوي» في مناطق حقول النفط بالجنوب التي أعلنت أنها ستُوقف ضخَّ النفط إلى العالم خلال 24 ساعة إن لم يَتوقف «سفك الدم الليبي».
خرجت مدن جديدة في يومَ الإثنين 21 فبراير عن سيطرة نظام القذافي وسقطت في أيدي المُحتجين بعدَ انضمام الجيش إلهيم وحمايته لهم، من أبزرها مدينة طبرق في الشرق ومدن مصراتة وخمس والزاوية وزوارة في الغرب. أما في العاصمة، فقد دعى ناشطون إلى إطلاق مسيرة مليونية بمشاركة المدن المُحيطة التي اتُفق أن تزحف الحُشود منها نحوَ طرابلس، لكن ذلك لم يَتحقق. إذ بدأت قوَّات من المرتزقة - حسبَ إفادات شهود وناشطين عديدة - بعد ذلك مُباشرة بارتكاب «مجزرة» في العاصمة بعدَ التحاق الغالبية العُظمى من القوات المسلحة بالمحتجين ومعَ قطع الكهرباء والماء والاتصالات عن المدينة ومُحاصرتها، فتم قصف المدنيين العزل والمُتظاهرين بالمروحيات جواً والآليات الثقيلة براً مستخدمين مضادات الطائرات وغيرها من القذائف في أحياء ومناطق عديدة منها تاجوراء وسوق الجمعة - حيثُ نفذ إنزال جوي للمرتزقة وبدؤوا بقصف المدنيين المُحتشدين - وفشلوم وحي الأندلس، بالإضافة إلى إطلاق النار على كل من يَمشي في الشوارع في كافة أنحاء العاصمة، وقد انتهت عمليَّات القصف هذه بمقتل 250 مدنياً على الأقل. وأما المدن التي كانت تُحاول الحشود فيها الزحف نحوَ طرابلس كمصراتة مثلاً، فقد تعرَّض المُحتجون فيها للقصف بالطائرات العسكريَّة لإجبارهم على التراجع، مما أوقعَ الكثير من الخسائر في صفوف المتظاهرين.
وفي تطوُّر غير مسبوق في استقالات السلك الدبلوماسي يومَ الإنين، أعلنَ 6 سفراء لليبيا في دول بريطانيا وبولندا والصين والهند وإندونيسيا وبنغلادش استقالتهم دفعة واحدة. فيما وصلت الانشقاقات إلى الوزراء، حيثُ أعلن وزيرا العدل مصطفى عبد الجليل وشؤون الهجرة والمغتربين علي الريشي استقالتهما احتجاجاً على «العنف في قمع الاحتجاجات».
خرجت مُظاهرات عارمة في مدينة صبراتة يوم الثلاثاء 22 فبراير أحرق خلالها المُحتجون مُعظم المكاتب الأمنية في المدينة، فنأرسلت السلطات وحدات من الجيش إليها. أما في العاصمة فقد ألقى العقيد معمر القذافي خطابه الثاني، الذي حذر فيه من أنه سيَسحق «المتمردين» كالجرذان، وأنه لن يَتوانى عن استخدام القوَّة إذ اضطر لذلك، كما تحدَّث كثيراً عن تاريخ إنجازاته وأمجاده. وقد كانت العاصمة هادئة قبلَ هذا الخطاب، لكن بعدَه مُباشرة بدأ إطلاق نار في مناطق عدة واندلعت اشتباكات في حي بن عاشور، فيما حاصرت قوَّات المرتزقة المدينة من كل الجهات. وعندَ هذه المرحلة من تطوُّر الاحتجاجات، أصبحَ شرق ليبيا بأكمله وبجميع مدنه تحتَ سيطرة المُحتجين، من طبرق شرقاً قربَ الحدود حتى أجدابيا غرباً مروراً بدرنة والمرج والبيضاء وبنغازي، وزيادة في سيطرتهم عليه انشقت يومَ الثلاثاء كتائب الجيش الليبي في الجبل الأخضر وقبضَ أهالي مدينة البيضاء وحدهم على 400 مرتزق كانوا يُحاولون قمع الاحتجاجات هناك. أما على انشقاقات النظام، فقد استقالَ يوم الثلاثاء سفراء ليبيا في فرنسا وأذربيجان ومنظمة اليونسكو احتجاجاً على قمع المُظاهرات، فيما تفاقمت استقالات الوزراء بانشقاق وزير ثالث هوَ وزير الداخلية عبد الفتاح يونس العبيدي.
سقطت في يوم الأربعاء 23 فبراير مدية جديدة في أيدي المُحتجين، هيَ مصراتة الوَاقعة شرق طرابلس. وقد كانت العاصمة هادئة خلال اليوم، معَ عدم مُلاحظة وُجود غير اعتيادي للأمن والجيش، على الرغم من أن الشوارع ظلَّت خالية تماماً نتيجة لاستهداف أي شخص يَمشي فيها بالرَّصاص مباشرة. وفي الشرق سيطرَ الثوار على مدينة البريقة بمُساعدة كتائب أمنية مُنشقة. أما عدد القتلى الإجماليِّ في أنحاء ليبيا فقد بلغ بحلول الأربعاء 640 قتيلاً الغالبية العُظمى منهم في بنغازي وطرابلس وحدهما، في حين وصلت بعض التقديرات إلى 2,000 قتيل. اقتحمت كتائب القذافي يومَ الخميس 24 فبراير مدينة الزاوية وأطلقت النار برشاشات مضادة للطائرات على المُحتجين المُعتصمين في ساحتها، فسقطَ 16 إلى 23 قتيلاً جرَّاء ذلك، لكن المُحتجين عادوا للتجمُّع وأبقوا المدينة تحتَ سيطرتهم بعد انتهاء الهجوم مُباشرة. وفي مصراتة بلغت كتيبة خميس القذافي المدينة صباح اليوم لتبدأ هجوماً مفاجئاً عليها سيَستمر لشهور لاحقة، وقتلت خلاله منذ اليوم الأول 4 من المدنيِّين. أما مدينة زوارة المثجاورة فقد اختفى الأمن منها وسقطت في أيدي المُحتجين. وفي العاصمة اقتحمَت قوات القذافي المستشفيات وقامت بتصفية جرحى المُظاهرات الذين نقلوا إلى هناك سابقاً، فيما اختطفت الجثث، بينما ظلت شوارع المدينة خالية تماماً.
في صباح يوم الجمعة 25 فبراير أغارت كتائب القذافي على مدينتي الزاوية ومصراتة، لكن الأهالي صدوا الكتائب في كلا المدينتين. وقد اندلعت الاحتجاجات بالعاصمة في أكثر من 7 مواقع وحاولت بلوغ الساحة الخضراء، لكن 15 قتيلاً سقطوا بين المُحتجين بعدَ قمع جميع المُظاهرات. كما سقطت في أيدي المُحتجين مدن الزنتان وجادو ونالوت. وتعرَّضت مدينة الزاوية لهجوم جديد يوم السبت 26 فبراير أوقع 50 قتيلاً بعدَ قصف مُتظاهرين بالمدفعية الثقيلة.
وعلى الصعيد الدولي صدرَ أول قرار رسمي بشأن الأحداث في ليبيا من مجلس الأمن الدولي، إذ أصدرَ قرار المجلس رقم 1970 الذي فرض عدداً من العُقوبات على نظام القذافي وقياداته وأسرته وأدان بشدة قمع الاحتجاجات، فأدان القذافي بدوره القرار واعتبرَ أنه باطل ورفع بشأنه مذكرة إلى محكمة العدل الدولية. ومعَ هذا التطور الدولي جاءَ تطور محليُّ كبير آخر، إذ شهدَ يوم الأحد 27 فبراير الإعلان عن تأسيس المجلس الوطني الانتقالي الليبي في شرق ليبيا بالمدن التي سيطرَ عليها المُحتجون، الذي أكَّد أن تشكيله كان بالتعاون معَ قيادات الثوار في جميع مدن البلاد، وأن لديه مجالس في كافة المدن وليسَ من الوارد عنده بأي شكل تقسيم ليبيا، فيما أعلنَ ناشطون في غرب البلاد أن مدن الغرب تضع نفسها تحتَ إدارة المجلس الانتقالي.

### بدء الصراع المسلَّح

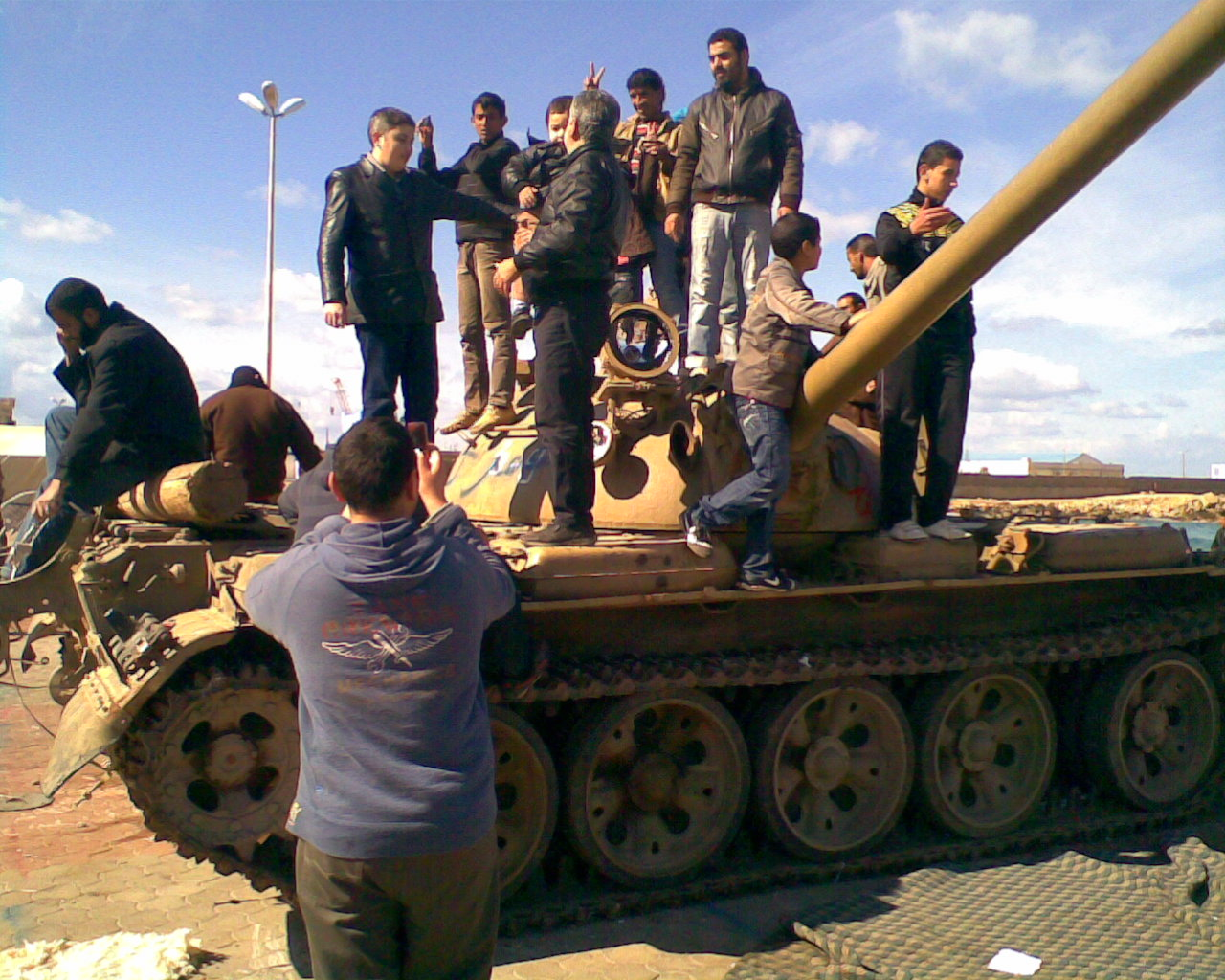
مُتظاهرون يُسيطرون على دبابة في مدينة بنغازي بعدَ طرد الأمن منها.

حملَ الثوار في يوم الخميس 17 فبراير الأسلحة النارية للمرَّة الأولى، إذ كان ذلك في مدينة البيضاء ومحيطها عندما انشقت «كتيبة الجارح» التابعة للحرس الجمهوري الليبي وبدأ جنودها بتبادل إطلاق النار معَ الجنود الموالين للقذافي، وبذلك اندلعت معركة البيضاء، فأخذ ثوار البيضاء السلاح من بعض مخازن الذخيرة واتجهوا به إلى موقع كتيبة الجارح في مدينة شحات المُجاورة للبيضاء ولمساندة المُنشقين بالقتال، ومن ثم إلي مطار الأبرق الذي دارت به معارك، حيث تمكنوا الثوار من الاستيلاء على بعض الطائرات التي حطَّت فيه، وتدمير مهابط المطار في 18 فبراير 2011. في الوقت نفسه ونتيجه لمحاولات نظام القذافي لقمع الثورة بجبل نفوسه الغربي بالألات الحربية الثقيله تكاثف الثوار المنتفضين بمدن كيفرن والزنتان وجادو ونالوت وتسلحوا بالعتاد لمواجهة تلك الالات الثقيله ولاحقاً في 21 فبراير هاجمت كتائب القذافي المطار لانتزاعه من أيدي الثوار، لكنهم نجحوا في إسقاط طائرة عمودية، فنشبَ أوَّل اشتباك مسلَّح في الثورة الليبية. وبعدها تكرَّرَ الأمر مرة أخرى في يوم الإثنين 28 فبراير بمدينة مصراتة، حيثُ دافعَ الثوار بالأسلحة أيضاً عن المدينة التي تعرَّضت لهجوم آخر من طرف كتيبة خميس القذافي، وتمكنوا من إسقاط طائرة حربية تابعة للكتائب وتفجيرها بعدَ معركة قرب قاعدة جوية هامة، كما استخدموا المدفعية المضادة للطائرات في اليوم ذاته بمدينة أجدابيا لصد طائرات كانت تُحاول قصف مخزن الأسلحة القريب منها. لكن معَ ذلك فإن حركة الاحتجاجات لم تكن قد تحوَّلت بعدُ إلى ثورة مسلَّحة عندَ هذه المرحلة، إذ أن استخدام السلاح ظلَّ محدوداً بهاتين المدينتين وبهذه الاستخدامات البسيطة. وفي يوم الثلاثاء 29 فبراير سقطت مدينة الكفرة في يد الثوار، فيما صدَّ ثوار مصراتة ويفرن والزاوية والزنتان هجمات مُختلفة لكتائب القذافي.
في مدن الشرق الليبي التي خرجت منذ وقت مُبكر عن سيطرة القذافي، استولى الثوار - بطبيعة الحال - على عددٍ كبيرٍ من مخازن الأسلحة بعدَ أن أحكموا سيطرتهم على تلك المناطق، وحصلوا منها على كميات كبيرة من الذخيرة التي يُمكنها تسليح آلاف المُقاتلين. وعلى الرغم من استعداد العديد من الثوَّار للزحف غرباً نحوَ المناطق التي لا زالت خاضعة للقذافي، فإن قادة المجلس الوطني الانتقالي وقتها - في أواخر شهر فبراير - لم يَتشجعوا للأمر ونفوا أن يَحدث ذلك في الفترة الحالية، خصوصاً بعدَ أن اتصلوا بناشطين وثوار آخرين في العاصمة طرابلس ليَقترحوا عليهم الزحف غرباً لمُساندتهم، فرفض هؤلاء قائلين أن الأوضاع لا زالت تحت سيطرتهم في العاصمة وأنهم ليسوا بحاجة إلى مُساعدة، ولذا فقد توقف الأمر عندَ ذلك الحد. لكن المجلس أخذ معَ ذلك بتشكيل جيش رسميٍّ له للمرَّة الأولى هوَ جيش التحرير الوطني الليبي، حيث أفادَ عسكريون بوُجود متطوعين ومنشقين من الجيش والأمن يُشكلون معاً وحدة عسكرية لنزع سيطرة القذافي عن باقي ليبيا، وقالوا في يوم الثلاثاء 1 مارس أن عدد المُتطوعين المُجتمعين في مدينة أجدابيا أصبحَ حوالي 10,000 مقاتل. وفي أواخر شهر فبراير أيضاً كانَ بعض الثوار في الجبل الغربي بمدن كالزاوية مُسلحين بأسلحة أخذوها من مخازن الذخيرة، وكانوا يُطلقون النار بها في الهواء قائلين أنهم لا زالوا يَتظاهرون سليماً، لكنهم سيُقاتلون عندَ اللزوم.
اندلعت المَعارك المسلحة الحقيقية للمرَّة الأولى بليبيا في يوم الأربعاء 2 مارس عندما اجتاحت 500 آلية عسكرية من كتائب القذافي مدينة البريقة، فبدأت بذلك معركة البريقة الأولى التي انتهت بعد عدة ساعات بتمكن الثوار من صدِّ الكتائب في اشتباكات أدت إلى سُقوط 18 قتيلاً واستخدمَ الثوار خلالها الأسلحة النارية الخفيفة. وبعدَ هذه المعركة توجه آلاف الثوار من أجدابيا إلى البريقة لمساندة المُقاتلين هناك. وقد قصفت كتائب القذافي مدينتي أجدابيا والبريقة بعدَ هذه الأحداث في يوم الخميس. في يوم الجمعة 4 مارس سيطرَ الثوار على بلدتي العقيلة وغراميد وزحفوا منهما إلى مدينة رأس لانوف نتيجة لسماعهم عن انشقاقات في صفوف الكتائب بها، وسيطروا عليها بعدَ معركة عنيفة في المدينة، بينما راحَ 50 قتيلاً على الأقل ضحيَّة الاشتباكات المُستمرة في مدينة الزاوية. دارت في يوم السَّبت معارك ضارية بمدينة الزاوية أسفرت عن سُقوط عشرات القتلى، بينما أعلن أهالي قرية النوفلية انضمامهم إلى الاحتجاجات. وفي يوم الأحد اندلعت معارك عنيفة في بلدة بن جواد بعدَ أن بلغها الثوار خلال زحفهم نحوَ الغرب، لكنها انتهت بانتصارهم وسيطرتهم عليها.
استمرَّت المَعارك العنيفة في مدن الزاوية ويفرن ونالوت ومصراته غرباً وبن جواد شرقاً لمُدة أسبوع كامل بعد ذلك، وفي آخر الأمر استطاعت قوَّات القذافي السيطرة على مدينة الزاوية وإنهاء معركة الزاوية الأولى لصالحها بعدَ قمع انتفاضة المدينة في يوم الخميس 10 مارس، فيما تمكنت شرقاً من الانتصار في معركة بن جواد الأولى بالسَّيطرة على البلدة ودحر الثوار بها وبرأس لانوف في يوم الجمعة 11 مارس، أما مدينتي مصراتة ويفرن فقد بقيت تحتَ سيطرة الثوار بعدَ هذه المعارك الطويلة طوالَ الأسبوع. انسحبَ الثوار من مدينة العقيلة بالشرق يوم السبت معَ استعادة ثوار الزاوية بالغرب سيطرتهم على «ميدان الشهداء» وسط المدينة، بينما اندلعت اشتباكات شديدة في البريقة يوم الأحد 13 مارس بعدَ أن بلغتها كتائب القذافي، وانتهت بنتيجة غير واضحة بعدَ وُصول ادعاءات عديدة من كلا طرفي الصِّراع عن سيطرتهم على المدينة. لكن بحلول يوم الإثنين 14 مارس كانت البريقة تحتَ سيطرة الثوار تماماً، وبالمقابل تعرَّضت أجدابيا المُجاورة لها لقصف جويّ، فيما انتصرت الكتائب على الثوار في معركة زوارة بغرب البلاد وتمكنت من قمع انتفاضة المدينة كلياً.
في يوم الأربعاء 16 مارس نشبت معارك شديدة في مصراتة انتهت بسُقوط زهاء 100 قتيل ما بين ثوار ومرتزقة ومدنيين، وتكرَّرت يوم الجمعة مُتسببة بسقوط 25 قتيلاً آخرين. وفي فترة أيام الثلاثاء - الخميس انسحبَ الثوار أخيراً من مدينة البريقة، فتقدَّمت الكتائب شرقاً لكي تبدأ معركة أجدابيا الأولى، واندلعت فيها طوال هذه الأيام الثلاثة اشتباكات عنيفة جداً حاصرت الكنائب خلالها المدينة وقصفتها بالمدفعية براً والسفن بحراً والطائرات جواً، فيما استخدمَ الثوار بدورهم الطيران الحربي للمرَّة الأولى وأغرقوا باستخدامه ثلاث سفن فضلاً عن تفجير العديد من الآليات العسكرية، وانتهت المعركة بسُقوط أكثر من 50 قتيلاً بين الطرفين.

### التدخل الدولي

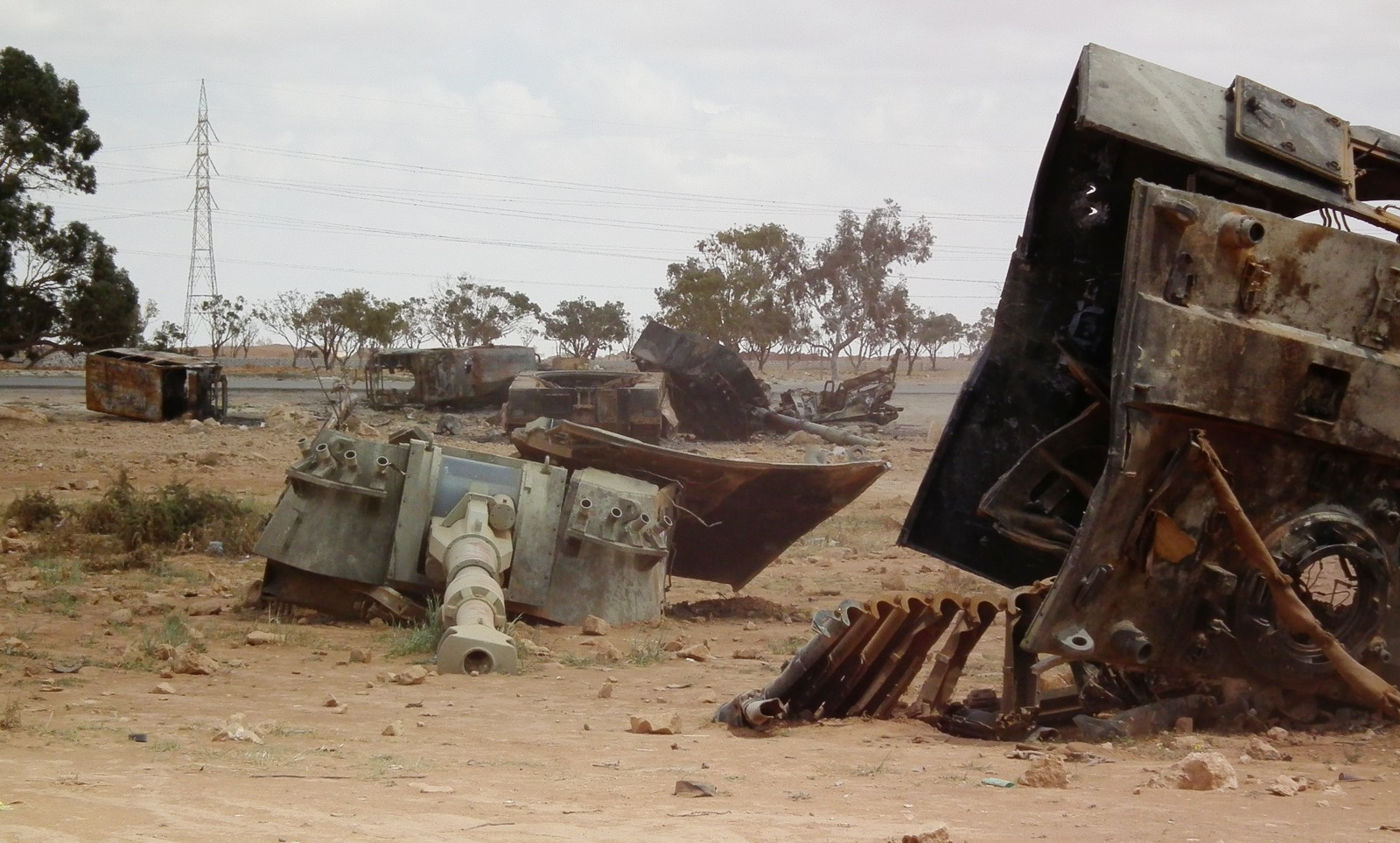
بقايا مجموعة من ست عربات مدفعية ذاتية الدفع تابعة لكتائب القذافي على طريق بنغازي - أجدابيا تدمَّرت خلال الغارات الفرنسية على قوات الكتائب يوم 19 مارس.

في يوم السبت 19 مارس انتصرت كتائب القذافي في معركة أجدابيا الأولى وبدأت تقدُّمها نحوَ بنغازي عاصمة الثوار بادئة بذلك معركة بنغازي الثانية. وبعدَ ساعات من الاشتباكات العَنيفة على المشارف الغربية للمدينة (التي انتهت بتدمير عدة دبابات للقذافي وسُقوط طائرة تابعة للثوار)، خرجَ الرئيس الفرنسي نيكولا ساركوزي من مؤتمر حولَ الوضع الليبي كان قد عُقد في باريس ليُعلن إقرار قرار مجلس الأمن الدولي رقم 1973 وبدء الحظر الجوي على ليبيا بعدة ضربات استهدفت الكتائب المُتمركزة حول مدينة بنغازي. وبعدَ ساعات من الغارات الجوية التي دمَّرت ما لا يَقل عن 15 دبابة و20 عربة مدرعة أعلنت الولايات المتحدة الأمريكية نجاحها وحلفاءها في إيقاف الهُجوم على المدينة، مما أدى إلى انسحاب الكتائب سريعاً نحوَ مدينة أجدابيا غرباً. وكانت المدينة بعدَ ذلك مسرحاً لمعركة عنيفة على مدى الأسبوع التالي، منذ يوم 21 مارس وحتى السبت 26 مارس عندما انتصرَ الثوار أخيراً بعدَ سُقوط أكثر من 180 قتيلاً خلال الاشتباكات. أما مدينة الزنتان فقد شهدت خلال هذه الأيام الستة معارك عنيفة وقصفاً بالدبابات أسفرا عن سُقوط 16 قتيلاً، لكن في نهايتها تمكن الثوار من إجبار الكتائب على الانسحاب وفك الحصار عن المدينة في 24 مارس بعد أن استمرَّ منذ 3 مارس.
في مساء 26 مارس وتحتَ وطأة قصف دوليٍّ استمرَّ أسبوع كاملاً على قوات القذافي أجبرت هذه القوات على التقهقر عبرَ الساحل الليبي والانسحاب من مدنه واحدة تلوَ الأخرى، وهنا انطلق الثوار من أجدابيا بعد انتصارهم فيها لكي يَبسطوا سيطرتهم على البريقة فالعقيلة فرأس لانوف فبن جواد، بل إن أنباءً أفادت بانسحاب بعض آليات الكتائب من سرت نحو العاصمة طرابلس. وفي صباح 28 مارس تابعَ الثوار تقدمهم فسيطروا على بلدة النوفلية، كما انتشرت شائعات عن سيطرتهم على سرت نفسها، غيرَ أنها نُفيَت لاحقاً. وخلال تقدمهم سُرعان ما فوجئ الثوار بكمين نصبته لهم كتائب القذافي في منطقة الوادي الأحمر على مسافة 30 كم شرق سرت، وتحت وطأة هذا الهُجوم أجبرَ الثوار على التراجع مسافة 100 كيلومتر حتى مدينة بن جواد لكي تبدأ معركة بن جواد الثانية، حيث أبدى الثوار مقاومة في وجه الكتائب التي بدأت بمعاودة تقدمها لاستعادة ما فقدته. لكن لم تستمرَّ المعركة طويلاً، فبحلول نهاية 29 مارس سقطت بن جواد في أيدي كتائب القذافي، وانتقلت بذلك المعارك إلى رأس لانوف، لكن سُرعان ما سقطت تلك الأخرى في يوم الأربعاء 30 سبتمبر بعد معارك قصيرة. وأما على جبهة الزنتان فقد عادت الكتائب لقصف المدينة في 28 مارس واستمرَّت بذلك لمدة ثلاثة أيام، ثمَّ فرضت عليها حصاراً طويلاً معَ توقف الاشتباكات تقريباً بينها وبين الثوار.

تطورات الجبهة الغربية من الحرب الليبية.
سيطر عليها المتظاهرون بحلول 1 آذار. (المرقطة: أقصى تقدم للموالين للقذافي بين نيسان وأيار.)
تقدم المعارضون بحلول 1 آب.
تقدم المعارضون بعد الهجوم النهائي على طرابلس في آب.
آخر معاقل الموالين للقذافي.

في صباح يوم الخميس 31 مارس بلغت كتائب القذافي مدينة البريقة خلال تقدمها على طول ساحل البلاد الشرقي، وبذلك استعادت كل الأراضي التي كانت في يدها قبل بدء المعارك المسلَّحة، ثمَّ شرعت في دخول البريقة نفسها، وبذلك بدأت معركة البريقة الثالثة. دارَ أوَّل اشتباك من اشتباكات المعركة في يوم الخميس نفسه، وبعد وقت قصير انسحبَ الثوار مهزومين إلى أجدابيا شرقاً للاستعداد لصدِّ زحف الكتائب المتنامي هناك. وفي 1 أبريل عاودت الكتائب التقدم نحو أجدابيا، لكن الثوار صدوها على الرغم من عدم تمكنهم من العودة إلى البريقة، وفي 2 أبريل عادَ الثوار أخيراً إلى البريقة وبسطوا سيطرتهم على معظمها بعد اشتباكات عنيفة أسقطت 20 قتيلاً بين الطرفين، لكن بقيت بعض جيوب المقاومة التابعة للكتائب في المدينة. في يوم السبت تراجع الثوار كثيراً، لكنهم استعادوا السيطرة مرة أخرى على معظم مناطق المدينة بحلول يوم الأحد 4 أبريل. لكن مع ذلك فقد أجبر الثوار على الانسحاب من البريقة تماماً تحت وطأة القصف العنيف في 5 أبريل، ثم عادوا إليها في اليوم التالي. وفي 7 أبريل دارت الاشتباكات الأخيرة في البريقة، لكن مع قتل حلف الناتو 45 من الثوار بغارتين خاطئتين وتجدد قصف الكتائب عمَّت الفوضى صُفوفهم، واضطروا إلى الانسحاب مئة كيلومتر شرقاً نحو أجدابيا، وكان تلك هي آخر معركة على أرض البريقة طوال الشهور الأربعة القادمة من الحرب الليبية.
وفي مصراتة، تسبَّب قصف عنيفٌ واشتباكات على مداخل المدينة الشرقية والغربية والجنوبية دامَا أكثر من أسبوعٍ من 27 مارس إلى 4 أبريل بسُقوط 160 قتيلاً بين المدنيّين، لكن مع ذلك فقد تمكن الثوار من صد جميع هجمات الكتائب. أما في الجبل الغربي فقد أحكمت كتائب القذافي في 4 أبريل سيطرتها على منطقتي ككلة وتاغمة، فيما اشتبكت مع الثوار في مدينتي القلعة ويفرن، وأما الزنتان فاستمرَّ حصارها مع قصف مدفعيٍّ متقطع من طرف الكتائب. واستمرَّت الاشتباكات حول يفرن والحصار والقصف في الزنتان بعد ذلك لمدة يومين حتى 5 أبريل، وفي 6 أبريل سيطر الثوار على منطقة ككلة، فيما استمرَّت حملات الاعتقالات ضد الثوار في مدينتي الزاوية وزوارة منذ قمع الكتائب انتفاضتيهما قبل شهر تقريباً.

### جمود جبهة الشرق

تطورات الجبهة الشرقية من الحرب الليبية.
سيطر عليها المتظاهرون بحلول 1 آذار. (المرقطة: تقدم القوات الموالية قبل تدخل الأمم المتحدة بأواسط آذار)
سيطر عليها المعارضون بعد تدخل الأمم المتحدة. (المرقطة: مناطق متنازع عليها من آذار وحتى أواخر آب).
تقدم المعارضون خلال أيلول.
آخر معاقل الموالين.

بعد انتهاء معركة البريقة بانتصار كتائب القذافي، بدأت هذه بالتقدم شرقاً بادئة معركة أجدابيا الثانية، لكن لم تدم المعركة طويلاً. في 7 و8 أبريل دارت اشتباكات خفيفة حولَ أجدابيا، لكن الكتائب لم تستطع حتى بلوغ مشارف المدينة، ومع ذلك فقد تركها معظم سكانها خوفاً من اندلاع المَعارك، فتحوَّلت إلى مدينة شبه مهجورة. في 9 أبريل بدأت كتائب القذافي هجوماً عنيفاً على أجدابيا من جميع الجهات، وبعد هذا الهُجوم انسحب الثوار إلى وسط المدينة وجهزوا أنفسهم فيه للدفاع بقوة، فيما تركوا الكتائب تدخل أطرافها لكي تبدأ حرب عصابات عنيفة بين الطرفين في الوسط، وفيما أصبحَ الوسط ساحة قتال عنيفة ظلَّ الشرق والغرب هادئين، إذ كان الأول بيد الثوار والآخر بيد الكتائب دون حدوث مواجهات.
في 10 أبريل تجددت المعارك، واستخدم الثوار خلاله مروحيتين عسكريتين للمرة الأولى بالإضافة إلى طائرة، غير أن المروحيتين دمِّرتا خلال المعارك، وأما الطائرة فأوقفَها حلف الناتو قبل وُصولها ساحة المعركة عملاً بالحظر الجوي. لكن معَ ذلك فبنهاية اليوم كان الثوَّار قد أحكموا سيطرتهم على مدينة أجدابيا وطردوا الكتائب منها بالكامل، وبذلك انتصروا في معركة أجدابيا الثانية. بانتهاء هذه المعركة، دخلت المعارك على جبهة شرق ليبيا حالة من الجُمود غير المسبوق ببدء صراع البريقة وأجدابيا، فطوالَ الشهور الأربعة التالية لم يَتمكن أي من الطرفين (لا الثوار ولا الكتائب) من إحكام سيطرته على أي من مدينتي أجدابيا والبريقة، إذ كانت الأولى في يد الثوار والثانية في يد الكتائب، واستمرَّت معارك الكر والفر بينهم لمدة أربعة شهور دون نتيجة ولا حسم للصراع، بل إن الاشتباكات نفسها أصبحت أمراً شبه معدوم ونادرَ الحدوث.
على جبهة الغرب، لم يَكن الوضع مختلفاً كثيراً خلال أواسط شهر أبريل. في 9 أبريل قصفت الكتائب مدن يفرن والرجبان والزنتان في الجبل الغربي، لكن عُموماً ظلَّ الحراك العسكريُّ في المنطقة ضعيفاً، باستثناء مصراتة التي استمرَّت الاشتبكات والمعارك فيها طوالَ الوقت. استمرَّت المعارك في مصراتة وبعض الاشتباكات في الزنتان طوالَ الأسبوع التالي لذلك، لكن في 14 أبريل حدث بعض التصعيد، إذ قصفت الكتائب ميناء مصراتة بـ200 صاروخ غراد موقعة قرابة 50 قتيل بين المدنيِّين، وفي اليوم التالي اندلعت اشتباكات عنيفة في جبل نفوسة إذ قصفت مدينة يفرن ظاهر يفرن (جنوبَ القلعة) بوابل من الصواريخ أدت إلى مقتل 7 ثوار من المدينة ، فيما التفت كتائب القذافي نحوهم عبر دخول أراضي تونس من جهة معبر وازن. في يومي 18 و19 أبريل شنت كتائب القذافي حملة عسكرية شديدة العنف على منطقة جبل نفوسة غرب ليبيا، وخصوصاً مدينتي يفرن ونالوت، إذ قصفتها بشدة بالصواريخ متسبَّبة بسقوط أكثر من 110 قتلى فيهما خلال هذين اليومين وحدهما. وأما مصراتة فبحلول هذا الوقت كان قد بلغ عدد ضحايها أكثر من 1,000 قتيل و3,000 جريح. اندلعت بين يومي الثلاثاء والخميس 19 و21 أبريل معارك عنيفة بين الثوار والكتائب على الحدود التونسية الليبية، وتحديداً عند معبر وازن، لكن الثوار نجحوا في آخر الأمر بدحر الكتائب والسيطرة على المعبر وعلى بلدة وازن الواقعة شرقه بمسافة 5 كيلومترات، فيما أجبرت كتيبة تابعة لقوات القذافي تتألف من 200 عسكريّ على الفرار نحو الأراضي التونسية، وسلَّمَ بعضهم أنفسهم إلى السلطات هناك.
في يومي السبت والأحد 23 و24 أبريل اشتد القصف على مصراتة موقعاً 40 قتيلاً، وفي يوم الأحد أيضاً تمكنت قوات القذافي بعد معارك عنيفة طوال أسبوع ونصف من السيطرة على منطقة السوق وهي منطقة المعارك بمدينة يفرن، وأما الزاوية فتجددت معاركها وتمكن الثوار من دخول «ميدان الشهداء» ثمَّ الانسحاب منه سريعاً. في 25 أبريل دارت معارك عنيفة في مدينة نالوت أدت إلى سُقوط 50 قتيلاً من مقاتلي الكتائب قبل أن يُسيطر الثوار عليها، وفي 28 أبريل اجتاحت الكتائب أيضاً مدينة الكفرة في جنوب البلاد ونجحت في انتزاعها من أيدي الثوار بعد أن سيطروا عليها لشهور. استمرَّت الكتائب بقصف معبر وازن الحدوديِّ ومدينة يفرن بعنف طوال أيام بعد ذلك من 24 وحتى 27 من أبريل، وعقبَ هذا القصف بدأت قوات القذافي بالتقدم نحوَ المعبر في ظهر الخميس 28 أبريل لكي تبدأ معركة معبر وازن-الذهيبة، ودارت اشتباكات اليوم على كلا جانبي الحدود، حتى أن 10 قذائف سقطت حول بلدة الذهيبة التونسية، وأما بلدة وازن على الجانب الليبي فقد وقعت في أيدي الكتائب بنهاية اليوم. بعد هذه المعارك أبدت السلطات التونسية استنكارها الشديد لانتهاك حرمة حدودها، لكن الانتهاك تجدَّد مع تجدد الاشتباكات في 29 أبريل، وهُنا دخل الجيش التونسي في معركة مع كتائب القذافي في وسط بلدة الذهيبة، وانتهى الاشتباك بانسحاب الكتائب من المنطقة بأكملها وإعلان الثوار سيطرتهم على المعبر الحدوديّ. في 28 أبريل، خرجت أولا المظاهرات في العاصمة طرابلس منذ قرابة شهرين، إذ خرجت مسيرات في منطقتي تاجوراء وسوق الجمعة، لكن سرعان ما فرقتها قوت الأمن.

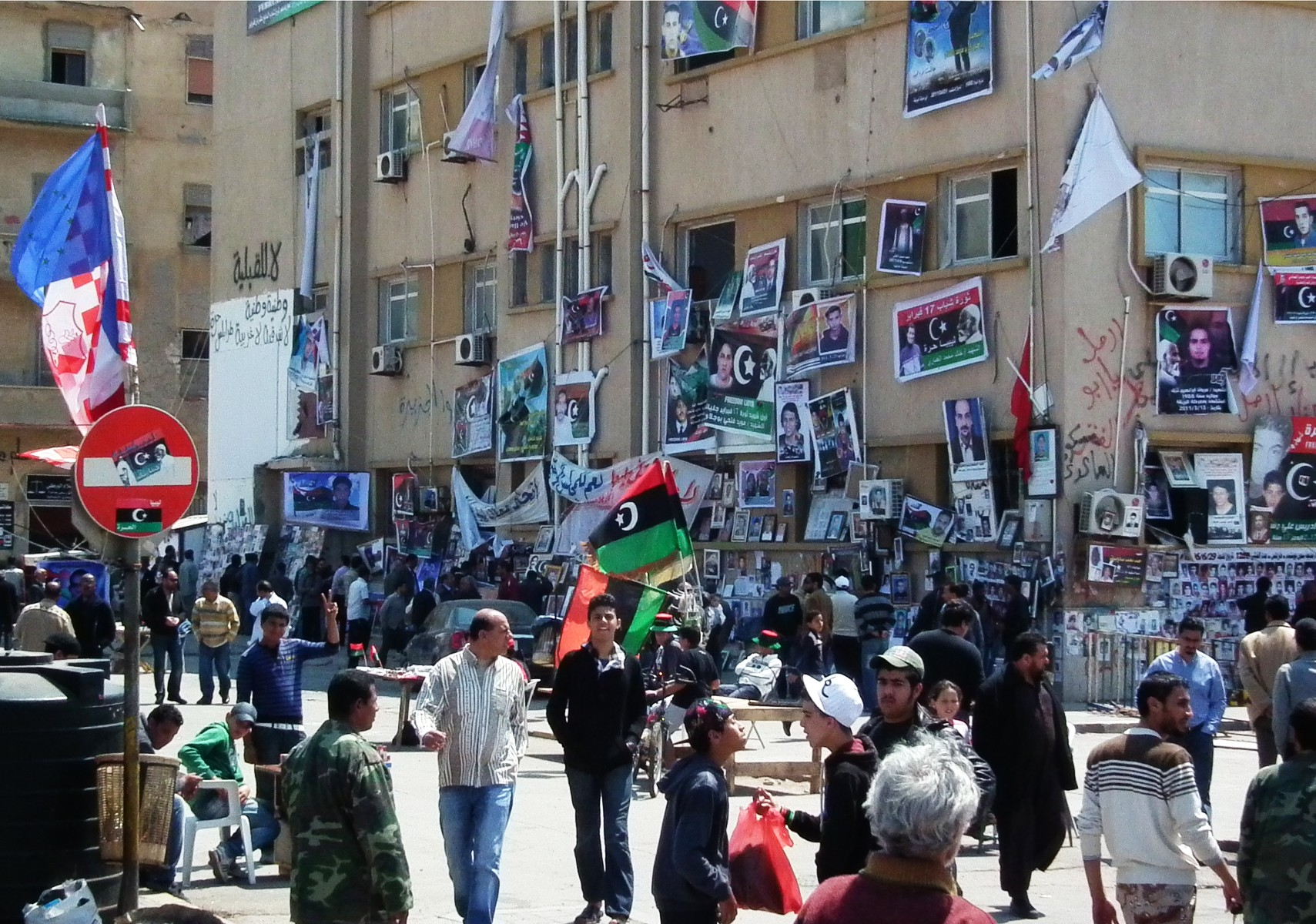
المظاهر المناهضة للنظام في ساحات مدينة بنغازي أواسط شهر أبريل.

بالعودة إلى جبهة الشرق، تعرَّضت مواقع الثوار في أجدابيا إلى قصف طوال يومي 12 و13 أبريل، ولذلك فقد أطلق الثوار في يومي 15 و16 أبريل هجمات على البريقة لإيقاف هذا، لكنهم فشلوا في الاستيلاء عليها. في 17 أبريل بدأت الكائب هجوماً مضاداً على ثوار أجدابيا وأجبرتهم على التراجع قليلاً، لكنها فشلت في بسط سيطرتها على أيّ أجزاء من المدينة. بعد هذه الأحداث القصيرة، دخلت جبهة الشرق في حالة أكثر مأساوية من ذي قبل من الجمود المتقع، فحتى أواسط شهر مايو لم يَحدث شيءٌ على الجبهة باستثاء بعض الضربات الجوية للناتو والاشتباكات المحدودة بالمدفعية والصواريخ فيما بين الكتائب والثوار من وقت إلى آخر.
في ليلة 30 أبريل شن حلف الناتو غارة جويَّة على مسكن القذافي في باب العزيزية في العاصمة طرابلس قصفه خلالها قصفاً عنيفاً. وفي اليوم التالي، أعلنت السلطات الليبية مقتل سيف العرب القذافي - أصغر أبناء معمر القذافي - وثلاثة أحفاد آخرين للقذافي نفسه جرَّاء الغارة، وكان يَبلغ عمره آنذاك 29 عاماً.
في أوائل شهر مايو بدأت كتائب القذافي بتشديد حملتها على منطقة الجبل الغربي التي كانت قد بدأت منذ نصف شهر تقريباً، فوُضعت بلدات القلعة ويفرن تحتَ حصار مشدد في ظل ظروف إنسانية صعبة وإشتباكات عنيفة داخل المدن، فيما قصفت مدن أخرى بشدة منها الزنتان ونالوت، واستمرَّت الاشتباكات بالاندلاع على معبر وازن من وقت إلى آخر. واستمرَّ الوضع على هذه الحال حتى 7 مايو، عندما بدأ وضع المنطقة بالعودة قليلاً إلى الهدوء، عدى عن اجتياح للزنتان في 11 مايو. وبالجنوب، أعلن الثوار في 5 مايو إحكام سيطرتهم على مدينة الكفرة جنوب البلاد، وذلك بعد أسبوع من سيطرة الكتائب عليها. وأما جبهة الشرق فبعدَ 20 يوماً متصلاً من الهدوء التَّام اندلعت معارك عنيفة فيها قرب أجدابيا يوم 9 مايو، وانتهت بسُقوط 57 قتيلاً من الكتائب وتدمير 17 عربة تابعة لها وفقَ الثوار.
في 8 مايو بدأ الثوار ما أسموه «انتفاضة» هي الأولى من نوعها منذ شهور في ضواحي العاصمة طرابلس ضد نظام العقيد معمَّر القذافي، وعلى الرغم من إفاداتهم هذه فإن التلفزيون الليبي نفى في المقابل قطعياً هذه الأخبار وصرَّحَ مسؤولون بأن الوضع في العاصمة هادئ تماماً. ووفق مصادر الثوار فقد بدأت الأحداث عندما انشقَّ ضبَّاط من الأجهزة الأمنية في المدينة وسلَّموا ما يَملكونه من أسلحة خفيفة إلى الثوار، فاستخدمها هؤلاء ضد كتائب القذافي، وبذلك اندلعت الاشتباكات في عدة مناطق من طرابلس بينها جنزور في الغرب وتاجوراء في الشرق، ودفعَ ذلك الكتائب إلى فرض حالة استنفار أمنيٍّ في العاصمة، وأدت المعارك إلى سُقوط قتلى وجرحى بين كلا الطرفين. وبحلول 10 مايو أعلنَ الثوار أنهم تمكنوا من رفع علم الاستقلال في قاعدة معيتيقة الجوية شرق طرابلس.

### تحرير مصراتة
في 11 مايو أعلنَ الثوار الليبيُّون سيطرتهم على مطار مدينة مصراتة وأنهم باتوا يُحاصرون جيوب المُقاومة المتبقية لكتائب القذافي في مواقع مختلفة من المدينة في أعقاب معركة عنيفة استمرَّت لعدة أيام دارت رُحاها حول المطار، وبذلك أطبقَ الثوار سيطرتهم على مصراتة بعدَ شهور من القتال، وهو ما عدَّه البعض نصراً كبيراً لهم، وخرجَت احتفالات كبيرة في المدينة بعد الإعلان عنه. ونتيجة لسيطرة الثوار على المدينة، فقد بدؤوا سريعاً بالتقدم وراءها خلال الأيام التالية باتجاه الجنوب نحوَ تاورغاء والغرب نحو زليطن. ففي 15 مايو سيطروا على بلدة الدافنية غرباً وبدؤوا بتعزيز مواقعهم بها استعداداً للزحف باتجاه زليطن، فيما بلغوا على جبهة الجنوب مدينة تاورغاء. وقد شهدَ ذلك اليوم أيضاً تسيير قافلة مساعدات إنسانية إلى مناطق الجبل الغربي المحاصرة التي تعاني من حصار مستمرٌّ وأوضاع إنسانية صعبة، كمدينة الزنتان وما حولها من بلدات. وفي 17 مايو أعلنت مصادر للثوار عن أن مدينة مصراتة باتت في أيديهم بالكامل وأن القتال فيها ضد الكتائب قد انتهى. وفي وقتٍ لاحق اتَّهمت المعارضة كتائب القذافي بارتكاب جرائم اغتصاب في المدينة خلال الحملة عليها في الشهور الماضية، وقالت أن ما لا يَقل عن 50 عائلة من أهاليها قد سُجلت فيها حالات اغتصاب، وأيَّدت هذه الروايات اعترافات من طرف بعض مقاتلي الكتائب.
وعلى الحدود الليبية التونسية، حاولت قوات تابعة للقذافي في 15 مايو اللالتفاف على قوات الثوار عندَ معبر وازن بدخولها عبرَ الأراضي التونسية وتوغلها عدة كيلومترات داخلها، لكنها اصطدمت مع الجيش التونسي الذي استدعى وحدات وتعزيزات وتمكَّن من صدها وإعادتها أدراجها. وإثرَ هذا الهجوم هدَّدت تونس في. كما انشقَّ - على الصعيد السياسي - في 16 مايو وزير النفط الليبي «شكري غانم» وفرَّ إلى تونس متخلياً عن نظام القذافي. وبالعودة إلى جبهة مصراتة، فقد حاولت كتائب القذافي الإغارة عليها بهُجوم بالزوارق البحرية في 17 مايو، لكن إحدى سفن الناتو الراسية بجوار الساحل تمكَّنت من إيقاف الهجوم.
في ليلة يوم الخميس 20 مايو اتجهت قوَّات ضخمة تابعة لكتائب القذافي مُعزَّزة بدبابات وراجمات صواريخ إلى مدينة نالوت التي كانت خاضعة لسيطرة الثوار وحاصرتها بالكامل، استعداداً لحملة عليها لإعادتها إلى يد الكتائب. وأما ككلة ويفرن فكانتا تحتَ الحصار منذ عشرين يوماً والكتائب تسيطر عليهما جزئياً مع قطع المياه والغذاء عنهما. وعلى أعقاب هذه الهجمات في الجبل الغربي حذَّرَ مسؤولو المجلس الوطني الانتقالي في بنغازي من أن الأوضاع في الجبل الغربي أصبحت على شفى كارثة إنسانية، وطالبوا بإمدادته بالمساعدات والمعونات. وفي الليلة ذاتها شن الناتو غارات عنيفة على موانئ ليبيَّة عدة في طرابلس والخمس وسرت، انتهت بإغراق 8 سفن عسكريَّة ليبية تابعة للقذافي وفقَ بيانات الحلف الرسمية. وخلال فترة أيام 19 إلى 29 مايو تعرَّضت مدن الجبل الغربي وجبل نفوسة مثل الزنتان ونالوت والقلعة ويفرن ووازن إلى قصف عنيف بصواريخ غراد من طرف الكتائب وفقَ المُعارضة، وأدى القصف الطويل والحصار المستمر منذ 3 أبريل إلى سُقوط العديد من القتلى والجرحى من الثوار كما سقطَ قتلى في صُفوف الكتائب خلال المعارك وخسروا بعض الآليات فيما استطاع الثوار في يفرن والقلعة طرد الكتائب ودحرهم بل وأيضا تحرير مدينة ككله التي كانت قد انتفضت في بداية الثورة ليلتحم ثوارها بباقي ثوار الجبل. وأما في مصراتة، فقد اندلعت اشتباكات عنيفة في غربي وجنوبي المدينة في فترة 23 إلى 25 في أعقاب محاولات جديدة للكتائب لدخولها واستعادة السيطرة عليها، وتخلَّل ذلك قصف عنيف لأجزاء عدة من المدينة. وفي 28 مايو أفادت مصادر تونسية بفرار 43 ضابطاً ليبياً برتب عالية نحو تونس فيما بدى انشقاقاً عن نظام القذافي.

### تحرير غريان
بعد الجمود العسكري الذي طال كل الجبهات الليبية لمدة تزيد عن ثلاتة أشهر وجمود جبهة القواليش الاصابعة نظرا المقاومة الشديدة لكتائب القذافي في الاصابعة قام ثوار جبل نفوسه الغربي يوم 13 أغسطس 2011 بعملية التفاف على مدينة غريان لتحريرها من الجهة الشمالية الغربية بدل الجهة الغربية (الاصابعة)و قد صعد الثوار إلى الجبل من جهة القواسم راجلين وبآليات عسكرية ثقيلة وقاموا باقتحام مدينة غريان من عدة اتجاهات ابتداء من منطقة القواسم، ومن ثم انتشروا إلى الشمال والجنوب، وقامت المجموعة المتجهة شمالا بإقفال الطريق القادمة من العاصمة طرابلس، اوتجهت المجموعة الثانية إلى وسط غريان في منطقة تغسات واستقبلهم الأهالي بالزغاريد والتكبير، وتم تأمين جميع المنافذ المؤدية من وإلى غريان.

### تحرير الزاوية
في تاريخ 19 أغسطس 2011 أعلن الثوار الليبيين انهم نجحوا بالسيطرة على مدينة الزاوية البترولية والاستراتيجية والتي تقع على مداخل العاصمة طرابلس بعد معارك استمرت لاسابيع كانت المدينة خلالها تحت سيطرة قوات القذافي،  في وقت نفى المتحدث باسم الحكومة الليبية موسى إبراهيم هذه الانباء وقال ان الجيش تمكن من صد هجوم للثوار جنوب المدينة، إلا أن متحدثا باسم الثوار قال انهم يسيطرون على غالبية احياء مدينة الزاوية وعلى مدينة صرمان كما قال انهم سيطروا على الخط الساحلي الذي يربط مصفاة الزاوية النفطية (التي تزود العاصمة الليبية طرابلس بالوقود) بمعبر راس جدير الحدودي مع تونس الا انه قال ان المعبر الحدودي نفسه ما زال تحت سيطرة قوات القذافي،  وافاد مراسل قناة الجزيرة القطرية ان الثوار احكمو سيطرتهم على الزاوية بعد سيطرتهم على مدينة بن شعيب وانهم على بعد 50 كلم من العاصمة طرابلس وانهم يتقدمون إلى العاصمة من الجنوب أيضا حيث تجاوزوا منطقة وادي الحي وتوقفو عند منطقة لا تبعد سوى 60 كلم عن طرابلس.

## تحرير العاصمة طرابلس
في 20 أغسطس 2011 بدا الثوار عملية عسكرية كبيرة للسيطرة على العاصمة طرابلس، وقالت مصادر إن الثوار سيطروا على عدد من أحياء طرابلس من بينها تاجوراء ومنطقة سوق الجمعة، كما تحدثت انباء عن وقوع أكثر من 100 قتيل في المعارك التي دارت في طرابلس، وتحدث الثوار انهم نجحوا في اسر العشرات من كتائب القذافي، في وقت وفر الحلف الأطلسي الغطاء الجوي اللازم للثوار عندما كثفت طائرات حلف الناتو قصفها على مواقع عسكرية داخل العاصمة طرابلس واعلن الثوار في نفس الوقت انهم سيطروا على قاعدة معيتيقة العسكرية واقتحموا منزل منصور ضو قائد الكتائب الأمنية في العاصمة، على النقيض من ذلك عقد موسى إبراهيم المتحدث باسم الحكومة الليبية مؤتمرا صحفيا تحدث فيه على ان الامور تحت السيطرة وان العاصمة «امنة جدا»، وقد بث التلفزيون الليبي كلمة للعقيد معمر القذافي شن فيها هجوما عنيفا على الثوار واتهمهم باستخدام المساجد لخدمة «النصارى» وتعهد بالقتال حتى النهاية وقال انه سيخرج منتصرا من معركة طرابلس.
في اليوم التالي واصل الثوار من الزنتان تقدمهم وتحدثت انباء انهم سيطروا على مطار طرابلس الدولي وعلى مبنى التلفزيون الرسمي الليبي، وقد سمعت اصوات إنفجارات ضخمة ودوي إطلاق نار في أغلب مناطق العاصمة الليبية طرابلس، وأفاد سكان بوقوع اشتباكات بالأسلحة الثقيلة في عدد من مناطق المدينة، وقد خرج سيف الإسلام القذافي امام حشد من عشرات الشبان قائلا ان نظام والده لن يستسلم وسيقاوم لاشهر أو سنوات لكنه سينتصر في النهاية، كما دعى موسى إبراهيم المتحدث باسم الحكومة إلى وقف إطلاق النار وانهاء العدوان الأطلسي على ليبيا مضيفا ان الحوار هو الحل الوحيد للخروج من الازمة.
في يوم 23 أغسطس دخل الثوار إلى بيت الصمود في باب العزيزية مقر اقامة القذافي بعد ساعات من الحصار والقصف الجوي المكثف من قبل الناتو، وقال الثوار الليبيون انهم باتو الآن يسيطرون سيطرة شبه كاملة على العاصمة طرابلس باستثناء حي بوسليم والهضبة الخضراء ومرافق قريبة منه مثل فندق «ركسوس» الذي يقيم فيه الصحفيون الأجانب ويسيطر عليه عناصر مسلحون موالون للقذافي  هذا وقد تعرض الثوار لإطلاق نار من قبل القناصة المتمركزين حول الساحة الخضراء والتي تم تسميتها «ساحة الشهداء» بعد سيطرة المعارضين عليها في وقت تحدثت فيه انباء عن عن فرار رئيس الوزراء الليبي البغدادي المحمودي عبر الحدود إلى تونس، كما أعلن المجلس الانتقالي انه تمكن من اعتقال محمد القذافي الابن الأكبر للعقيد معمر القذافي قبل أن يتمكن من الفرار، في حين قال المجلس ان مصير القذافي مجهول وهو غير متؤكد إذا كان قد غادر البلاد، وقد اعلنت إيطاليا ان عبد السلام جلود الرجل الثاني في نظام القذافي أعلن انشقاقه وطلب اللجوء إليها، وقد صرح جلود انه يعتقد ان القذافي لن يستسلم ولن ينتحر وانه سوف يقاتل حتى النهاية.

## تقديرات لقوات معمر القذافي وقوات الثوار
قدّر المعهد الدولي للدراسات الاستراتيجية بلندن عدد القوات الليبية التابعة للقذافي بما بين خمسة وثمانية آلاف جندي يضاف إليهم آلاف المسلحين والمقاتلين من القبائل وأعضاء الحرس الثوري.
وقدم المعهد في دراسته المعنونة بـ«التوازن العسكري، تفاصيل عن القدرات المسلحة في أنحاء العالم» نظرة عن المعدات التي تمتلكها القوات التابعة للقذافي التي تتشكل أساسا من ستة أسراب من الطائرات وغواصتين وفرقاطة ودبابات.
وأشارت الدراسة إلى أن الأسراب تضم 40 طائرة في حالة تشغيل ولكنها قديمة من بينها أربع أو ست طائرات مقاتلة من نوع ميراج أف 1 فرنسية الصنع، ومن 4 إلى 6 طائرات قاذفة سوخوي 24 روسية الصنع، ومن 8 إلى 12 قاذفة من طراز سوخوي 22 ومن 8 إلى 12 مقاتلة ميغ 23. وفضلا عن الطائرات المقاتلة يمتلك الجيش الليبي مروحيات نقل متعددة الأغراض من طراز أم آي 8 وأم آي 17 ومروحيات قتالية روسية الصنع من طراز أم آي 24. وفيما يتعلق بالدبابات فقد قدرت الدراسة عددها بأكثر من 160 دبابة ثقيلة مصفحة (من طراز تي 72 وتي 55) وأكثر من 160 ناقلة جنود خفيفة (معظمها سوفياتية الصنع من طراز بي أم بي 1) وتعمل منها نسبة تتراوح بين 70 و80 بالمائة. وتضم القائمة أيضا مدافع متعددة وغواصتي ديزل من طراز فوكستروت السوفياتية لا يعلم وضعها التشغيلي حاليا وفرقاطة من طراز أوسا 2 السوفياتية و4 قوارب دورية قتالية فرنسية الصنع.
بالمقابل نقلت الدراسة تقديرات بأن الثوار يتوفرون على طائرتين مقاتلتين من طراز ميغ 23 ومروحية أم آي 24 الروسية وفرقاطة سوفياتية من طراز كوني و3 دبابات مقاتلة من طراز تي 55 وناقلة جنود مصفحة من طراز بي أم بي 1 إضافة إلى عدة مدافع ثقيلة.

### بيع السلاح للقذافي قبل الاضطرابات
هاجم باحثان دوليان سياسة الدول الغربية إزاء تجارة الأسلحة بطرق غير مشروعة، وقالا إن ليبيا تحولت إلى سوق هائلة تدرّ الكثير من الأرباح لمنتجي الأسلحة من كل بقاع العالم.
وأرجع كل من بيت جيل وبيتر ويزمان -الباحثين بالمعهد الدولي للبحث عن السلام باستوكهولم- السبب في صعوبة الحسم العسكري في ليبيا إلى التسليح النوعي الذي تتمتع به قوات العقيد معمر القذافي، الذي حصل عليه من دول أوروبية متعددة أبرزها فرنسا وإيطاليا وبريطانيا.
وأضاف الباحثان في مقال لهما بصحيفة لوموند الصادرة في باريس، أن الرئيس الفرنسي نيكولا ساركوزي -الذي كان في طليعة منتقدي انتهاكات حقوق الإنسان في ليبيا- لم يتخذ موقفه العدائي من طرابلس حتى تمكن من تأمين عودة المهندسين الفرنسيين المتعاقدين مع النظام الليبي في مهام عسكرية.
وقالا إن أسلحة القذافي وتجهيزاته التي يتم تدميرها على أيدي قوات التحالف، والتي تعود في الغالب إلى فرنسا والدول الأخرى المصدرة للسلاح، تم بيعها وتسليمها للقذافي قبل بضعة أيام فقط من اندلاع الاضطرابات في ليبيا.
ويرى الباحثان أن رفع الحصار عن ليبيا من قبل الأمم المتحدة والاتحاد الأوروبي عاميّ 2003 و2004، بعد تخلي القذافي عن سلاحه النووي وتعويضه لضحايا «الإرهاب» الليبي، وانخراطه فيما بعد في مكافحة «المتطرفين» والهجرة السرية إلى أوروبا كلها أمور جعلت منه حليفاً رئيساً. وما لبثت أن تحولت ليبيا بعد ذلك إلى سوق هائلة تدرّ الكثير من الأرباح لمنتجي الأسلحة من كل بقاع العالم.
وزار العديد من الرؤساء الغربيين -مثل ساركوزي ونظرائه في إيطاليا وروسيا وبريطانيا- ليبيا برفقة ممثلين عن مصانع الأسلحة في بلادهم بحثا عن صفقات.
وقد تجلى هذا التسابق الغربي نحو تسليح ليبيا في صالون التسليح الذي نُظِّم بطرابلس في نوفمبر/تشرين الثاني 2010، والذي تمكن من استقطاب مئة مؤسسة مصنعة للسلاح وفق رأي الباحثين.
وأضاف الكاتبان أن الأسلحة المتطورة التي يواجه بها القذافي اليوم قوات التحالف، ليست سوي مدفعية ومروحيات إيطالية، وطائرات ميراج إف-1 حربية فرنسية، وأنظمة اتصال بريطانية تعتمد عليها الدبابات الليبية ت- 72.
ويخلص الباحثان إلى أنه مع وجود مبادئ محددة تبرر تجارة السلاح، بما فيها مبدأ الدفاع عن النفس المنصوص عليه في ميثاق الأمم المتحدة، فإن العملية تتم في الغالب وفق مرجعية تتحكم فيها جملة من المصالح المعقدة والمتضاربة، الأمر الذي قد ينتهي أحيانا بأن تجد هذه الأسلحة طريقها لبعض الجهات المشكوك فيها.

## التدخل الدولي

### منطقة حظر الطيران الليبية
تبنى مجلس الأمن الدولي يوم الخميس 17/3/2011 م قراراً يقضي بفرض حظر طيران فوق الأجواء الليبية عدا رحلات طائرات الإغاثة واتخاذ كافة التدابير الضرورية الأخرى لحماية المدنيين من قصف القوات الموالية للعقيد معمر القذافي.
وقد صوت على القرار الذي تبنته المملكة المتحدة وفرنسا والولايات المتحدة ولبنان 10 دول من الدول الأعضاء في المجلس، وامتنعت كل من روسيا والصين وألمانيا والبرازيل والهند عن التصويت.
وفور إعلان النتيجة اندلعت الاحتفالات في بنغازي والبيضاء ومناطق أخرى بشرق ليبيا.
ويمنع القرار أي احتلال بري من جانب قوات أجنبية.
وجاء التوصل إلى هذه الصيغة مع تطور لافت في الموقف الأميركي عبرت عنه المندوبة الأميركية في مجلس الأمن سوزان رايس بالدعوة لاتخاذ إجراءات أوسع نطاقا لحماية المدنيين من الهجمات البرية والبحرية أيضا.

### الدول المشاركة في الضربات الجوية
بعد أن أصدر مجلس الأمن الدولي قراره رقم 1973 القاضي بفرض منطقة حظر جوي فوق ليبيا، واتخاذ كافة الإجراءات الضرورية لحماية المدنيين، تداعت دول غربية وعربية وأحلاف عسكرية لتنفيذ القرار الأممي. وأطلقت الدول المشاركة في تنفيذ القرار اسم فجر أوديسا على العمليات التي بدأت بتاريخ 19 مارس/آذار 2011. وفيما يلي سرد للدول المشاركة والدول التي عرضت المشاركة وعتادها والعمليات التي نفذت:
- دول نفذت عمليات:

1. الولايات المتحدة: تمتلك طائرات من طراز «أف 15» و«أف 16» في قاعدة «سيغونيلا» بجزيرة صقلية، وحاملة المروحيات «باتان» وسفينتي، فضلاً عن امتلاكها مدمرتين في شرق المتوسط، هما «باري» و«ستاوت»، وكلتاهما مجهزة بصواريخ «توماهوك».
2. فرنسا: تملك مائة طائرة مطاردة، من طراز «رافال» و«ميراج» 2000، وطائرات "رادار أواكس"، وتوجد حاملة مروحيات من طراز «ميسترال» في المنطقة، ووضعت القواعد الجوية في كورسيكا وتشاد في حالة استنفار، وربما استخدمتها كنقطتي تموين، كما أرسلت حاملة الطائرات «شارل ديغول» نحو السواحل الليبية.
3. بريطانيا: نشرت طائرات قتال من طراز «تورنيدو» و«يوروفايتر»، المعروفة باسم «تايفون» في القواعد القريبة من ليبيا، وتوجد في قبرص ثلاث طائرات "رادار أواكس"، ولها قاعدة عسكرية في مالطا، لكنها رفضت استخدامها في العمليات، وتجوب حاليا فرقاطتان المتوسط، هما «ستمينستر» و«كمبرلاند».

- دول عرضت المساهمة:

1. إيطاليا: عرضت استخدام سبع قواعد جوية، أهمها في صقلية.
2. إسبانيا: وعدت بتقديم «موارد بحرية وجوية»، واستخدام قاعدة «روتا» البحرية الجوية، التي تقدم دعما للقوات الأميركية وحلف شمال الأطلسي، وتقع قرب مضيق جبل طارق وقاعدة «مورون» جنوب إشبيلية التي تستخدمها قوات الجو الإسبانية والأميركية.
3. بلجيكا: أعربت عن استعدادها للمشاركة، متحدثة عن احتمال نشر 4-6 طائرات «أف 16»، ناشطة حاليا في إطار «الناتو»، وسفينة لتفكيك الألغام.
4. الدانمارك: اقترحت المساهمة بست طائرات مطاردة «أف 16»، وطائرة نقل.
5. النرويج: وعدت بمساهمة دون تحديد طبيعتها، وعلى الأرجح قدمت طائرات نقل من طراز «هركيوليس»، وأخرى مقاتلة من طراز «أف-16».

#### حلف شمال الأطلسي (الناتو)
يمتلك حلف شمال الأطلسي طائرات المراقبة «أواكس» الموجودة في منطقة المتوسط، وتحلق يوميا على مدار الساعة، كما نشر الحلف ثلاث سفن في المنطقة نفسها، ونشر قوة لتفكيك الألغام غير بعيدة عن المنطقة.

#### الدول العربية والأفريقية
1. مصر: خصصت قاعدة مرسى مطروح الجوية القريبة من ليبيا محطة للتزود بالوقود.
2. السودان: قدم السودان دعم عسكري سري للثوار من خلال إرسال عناصر من الجيش السوداني لتدريب الثوار وأرسل السودان عدد من الأطباء والفنيين والادوية إلى بنغازي للمساهمة في عمليات انقاذ الجرحى والمصابين، وقد اعتراف السودان بالمجلس الانتقالي بشكل علني، ويذكر ان ليبيا تحت حكم القذافي كانت توفر العتاد العسكري والإيواء لمتمردي دارفور الذين يحاربون الحكومة السودانية.
3. الإمارات: أرسلت سربين من الطائرات المقاتلة، فضلاً عن طائرات «أباتشي» و«شينوك» وطواقمها في البحث والإنقاذ.
4. قطر: نقلت تجهيزات وقوات عبر أسطولها من طائرات «سي 17» و«سي 30»، وأرسلت طائرات إغاثة.
5. الكويت: اعلنت دعمها لوجستيا(الإمداد والتموين) لقوات حلف شمال الأطلسي (الناتو)، كما كانت الكويت ثاني الدول العربية التي اعترفت بالمجلس الانتقالي.
6. الأردن: تقوم الأردن بتقديم الدعم اللوجيستي وتوفير الأدوية ونقل المصابين للأراضي الأردنية ليتلقوا كافة أنواع العلاج، كما اعترف الأردن بالمجلس الوطني كممثل وحيد وشرعي للشعب الليبي.
7. غامبيا:أول دولة أعترفت بالمجلس الأنتقالي في بنغازي كممثل شرعي للشعب الليبي وكان ذلك مبكرًا في بداية أندلع الثورة في بنغازي.

## التعبئة للثورة

### الحشد للانتفاضة
قبل أن يكون نافذة مفتوحة على ما يجري داخل ليبيا، كان لموقع شبان انتفاضة 17 فبراير دور بارز في الحشد والتعبئة لإطلاق شرارة التظاهر ضد النظام الحاكم وانتصارًا للشهداء الذين سقطوا على أيدي قوات الأمن في نفس اليوم من عام 2006 م.

### الوسائط
قدم موقع انتفاضة 17 فبراير على الفيسبوك لوسائل الإعلام التي لم تتمكن من الوصول إلى أماكن الأحداث بسبب تضييق السلطات وخطورة الأوضاع الأمنية، مادة غزيرة مكونة من مواد فيلمية وأفلام فيديو وصور ثابتة ترصد تفاصيل متنوعة من تطورات الثورة الشعبية المتواصلة، وكانت مشاهد العنف تسيطر على ما يبثه الإنترنت من أفلام توثق لهذه الثورة.
ورغم التعتيم الإعلامي المطبق الذي فرضه النظام الليبي على الاضطرابات ومنعه وسائل الإعلام من الوصول لمواقع الأحداث، فإن ما رشح عن هذه الأحداث عبر الإنترنت (رغم قلته ورداءة جودته) يؤكد أن الثورة الليبية فاقت في دمويتها وعنفها ثورتي تونس ومصر، كيف لا وعدد ضحايا هذه الثورة في أيامها الستة الأولى فاق عدد ضحايا الثورتين الأخيرتين مجتمعتين مع أن إحداهما استمرت 28 يوما والأخرى 18 يوما.
أفلام الفيديو التي وصلت يوم 16 فبراير/شباط 2011 م، تؤكد أن المظاهرات بدأت سلمية وتلبية لدعوة بعض قوى المعارضة للمطالبة بتنحي الزعيم الليبي معمر القذافي. غير أن هذه الأفلام أظهرت أن السلطات الليبية قد أخذت عدتها للتعامل مع هذه المظاهرات الشعبية حيث أظهرت الأفلام التي بثت على موقع انتفاضة 17 فبراير على فيسبوك لجوء الشرطة منذ اللحظات الأولى للقنابل المدمعة والمياه الساخنة والاستعانة بعناصر اللجان الثورية الذين هاجموا المتظاهرين بالسلاح الأبيض والهراوات. ورغم عنف الشرطة وأعوانهم المدنيين فإن شريط فيديو آخر أظهر المتظاهرين مجردين من أي سلاح، ويواجهون عنف الشرطة بالشعارات التي تؤكد شرعية مطلبهم برحيل القذافي ونظامه وحقهم في العيش بحرية وعدالة وكرامة.
وفي محاولة للاستفراد بالمتظاهرين والسيطرة على المظاهرات التي اتسعت، لجأت السلطات الليبية في كثير من الأحيان إلى قطع الاتصالات الهاتفية، ومع ذلك نجح نشطاء الإنترنت في تسريب عدد من لقطات الفيديو التي أظهرت سقوط المزيد من الضحايا، ومشاهد أخرى رصدت العنف الذي تعاملت به القوات الأمنية مع المتظاهرين. ورصدت مشاهد أخرى جثثا لضحايا متراكمة في المستشفيات، وأصوات أطباء تأتي عبر الأثير تؤكد عجز المستشفيات عن استقبال المزيد من الضحايا وصعوبة التعامل مع حالات الجرحى الحرجة في معظمها.

### التأثير في الأمم المتحدة
ومن أبرز إنجازات الموقع المذكور أنه رصد أسلوب العنف في تعاطي السلطات الليبية مع المتظاهرين وهو ما جعل مجلس حقوق الإنسان التابع للأمم المتحدة إلى الحديث عن احتمال وقوع جرائم ضد الإنسانية في ليبيا. وأعطى استعمال شبان انتفاضة 17 فبراير للإمكانات التي تتيحها شبكات التواصل الاجتماعي نموذجا جديدا وقويا على الوزن المتزايد الذي باتت تكتسبه ما تسمى وسائل الإعلام الجديد في نقل الأحداث الساخنة الكبرى إلى درجة أنها أصبحت تنافس وسائل الإعلام الأخرى.

## ردود الفعل الدولية
في البداية كانت الردود الدولية على ما يجري في ليبيا خجولة ومترددة إلى حد كبير، وذلك على الأرجح خوفاً من تأزم العلاقة مع النظام الليبي إن استطاع إعادة السيطرة على الوضع، ولكن بعد ارتفاع عدد الضحايا والتعتيم الإعلامي من قبل السلطات الليبية أدانت (في 20/2/2011 م) بريطانيا وفرنسا والولايات المتحدة قمع السلطات الليبية للمحتجين المطالبين بالديمقراطية، وحثتها على بدء الحوار معهم وتنفيذ إصلاحات. في المقابل هددت ليبيا بوقف التعاون في مجال الهجرة غير الشرعية إذا شجعت أوروبا الاحتجاجات المؤيدة للديمقراطية.

### الدول

#### الدول العربية
- قطر: في أول رد فعل عربي على ما يجري في ليبيا، قال مصدر مسؤول في الخارجية القطرية في 21 فبراير أن قطر تتابع بقلق بالغ الأحداث الجارية في ليبيا، خصوصا ما تردد من أنباء عن استخدام السلطات الليبية للطيران والأسلحة النارية في مواجهة المدنيين. كما إنها في الوقت الذي تعبر فيه عن الحزن والأسى لسقوط ضحايا، فإنها تعبر عن إدانتها واستيائها لاستخدام القوة، وتطالب السلطات الليبية بالتوقف عن ذلك والعمل على حقن الدماء.[307] قال رئيس مجلس وزراء قطر وزير خارجيتها الشيخ حمد بن جاسم في 23 فبراير أن بلاده لا تريد عزل ليبيا لكنها ترفض استخدام القوة ضد المتظاهرين، داعيا إلى ضرورة وقف العنف "بأسرع وقت ممكن".[308] كرر أمير دولة قطر الشيخ حمد بن خليفة آل ثاني نفس الرسالة داعيا العقيد معمر القذافي أن يساهم بأسرع وقت ممكن في إيجاد حل للوضع في ليبيا ومنع استباحة المزيد من الدماء.[309] في مؤتمر صحفي مع نظيره الإسباني خوسيه ثاباتيرو عقد بالدوحة الاثنين 28/2/2011 م قال رئيس الوزراء وزير الخارجية القطري حمد بن جاسم بن جبر آل ثاني أن على العقيد الليبي معمر القذافي أن يتخذ ما وصفه بالقرار الشجاع ليجنب ليبيا كثيرا من هدر الدماء والأموال. وأضاف أنه لم يفت الأوان لاتخاذ القذافي مثل هذا القرار، ولا يمكن أن ينتصر أحد غير الشعب الليبي".[310]
- فلسطين: قالت حركة المقاومة الإسلامية (حماس) في 22 فبراير أنها تدين وتستنكر بشدة قيام النظام في ليبيا بمواجهة أبناء الشعب الليبي الذين خرجوا في مسيرات سلمية، واستهدافهم وقصفهم بالطائرات الحربية والمدافع وتنفيذ مجازر جماعية بشعة ضدهم.[311]
- الجزائر: أعلنت السلطات الجزائرية حالة تأهب قصوى تحسّبا لأي طارئ في ظل الأحداث التي تشهدها ليبيا.[312]
- الأردن: عبرت الحكومة الأردنية يوم 22/2 عن رفضها لاستهداف المدنيين في ليبيا واستخدام الطائرات الحربية والمدفعية الثقيلة ضدهم. وأكدت أن إراقة دماء أبناء الشعب الليبي الشقيق يجب أن تتوقف فورا.[313]

كما أصدرت هيئة الأوراق المالية الأردنية يوم الجمعة 11/3 بيانا مرسل إلى بورصة عمان استند إلى كتاب مقدم من وزير الخارجية الأردني اشار فيه إلى المادة 25 من القرار الأممي الذي يدعو جميع الدول الأعضاء ان تقدم إلى اللجنة في غضون 120 يوماً تقارير عن الخطوات التي اتخذتها لتنفيذ فقرات القرار تنفيذاً فعالاً بتجميد ارصدة القذافي وعائلته.

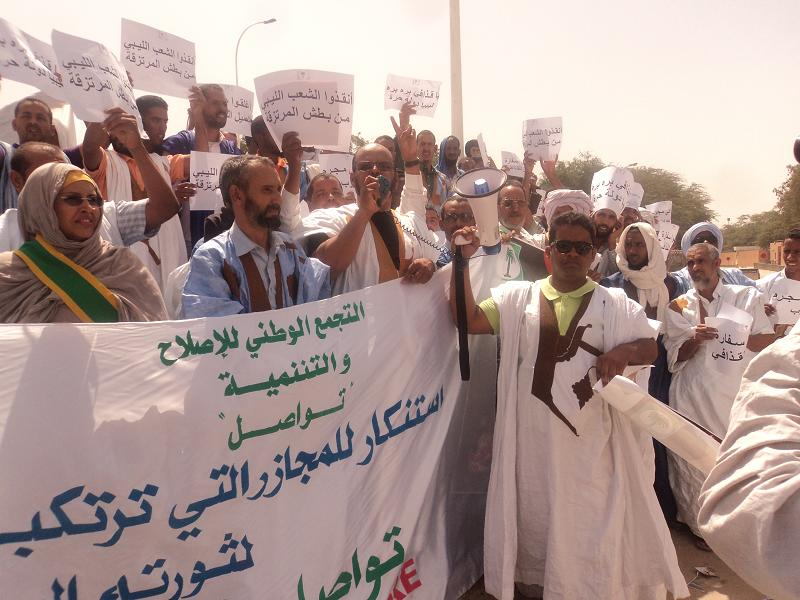
وقفة تضامنية في موريتانيا

- موريتانيا: بعد مطالبات وضغوط من قبل القوى والأحزاب السياسية الداعية إلى إصدار موقف قوي وسريع من أحداث ليبيا، قالت الحكومة الموريتانية في 23 فبراير أنها «تتابع بقلق وانشغال كبيرين ما تشهده ليبيا الشقيقة منذ أيام من أعمال قتل وإراقة دماء»، وطالبت «بوضع حد فوري للاستخدام المفرط للقوة»، كما دعت كل الأطراف إلى «ضبط النفس وتحكيم العقل وإيجاد الحلول المناسبة للمشاكل التي يشهدها البلد».[315]
- مصر: أكد وزير الخارجية في الحكومة المصرية المؤقتة أحمد أبو الغيط يوم الأحد 27 فبراير، أن الحكومة المصرية لاتدعم أي خيار يؤدي إلى التدخل بالشؤون الليبية الداخلية عسكريا، لكنه في نفس الوقت حث السلطات الليبية على وقف العنف هناك. كما حثها على مساعدة الحكومة المصرية على إجلاء المصريين العاملين في ليبيا.[316]

#### أمريكا الشمالية والجنوبية
- الولايات المتحدة: أعرب الرئيس الأميركي باراك أوباما في 18 فبراير عن قلقه العميق من الأحداث الجارية في ليبيا.[317] نددت وزيرة الخارجية الأميركية هيلاري كلينتون في 22 فبراير بحملة القمع العنيفة ضد المحتجين ودعت إلى وقف إراقة الدماء في ليبيا، وحثت الحكومة الليبية على إنهائها على الفور.[318] في أول تصريح علني له حول الأحداث، وصف الرئيس الأميركي باراك أوباما في 23 فبراير المعاناة وسفك الدماء التي تسببت بها السلطات الليبية لمواطنيها بأنها عمل مشين وخارج عن الأعراف الدولية، مؤكدا أنه يدرس مع مستشاريه لشؤون الأمن القومي عدة خيارات للتعامل مع الأزمة.[319] قال الرئيس الأميركي باراك أوباما في 26 فبراير وفي اتصال مع المستشارة الألمانية أنغيلا ميركل أن على الزعيم الليبي معمر القذافي أن يتنحى الآن. وأضاف أنه حينما لا تكون لدى زعيم من وسائل البقاء إلا استخدام العنف الشامل ضد شعبه فقط فإنه قد فقد الشرعية في أن يحكم وينبغي أن يفعل الشيء الصواب للبلاد من خلال المغادرة الآن".[320] في خطاب أمام مجلس حقوق الإنسان التابع للأمم المتحدة في جنيف قالت وزيرة الخارجية الأميركية هيلاري كلينتون يوم الإثنين 28 فبراير أن جميع الخيارات مطروحة للتعامل مع الوضع في ليبيا، ودعت العقيد معمر القذافي للرحيل فورا، في حين أكد البيت الأبيض أن المنفى هو ضمن الخيارات المطروحة أمام القذافي.[321]
- كندا: دعت كندا ليبيا في 19 فبراير إلى إجراء «حوار سلمي» مع المتظاهرين وعبر وزير خارجيتها لورانس كانون عن «قلقه البالغ» من القمع الذي تمارسه السلطات ضدهم. أدانت كندا في 21 فبراير وبلهجة حازمة استخدام «القوة الدامية» ضد المتظاهرين الأبرياء في ليبيا.[220] وطلب رئيس الوزراء الكندي ستيفن هاربر في 25 فبراير من مجلس الأمن الدولي اللجوء إلى المحكمة الجنائية الدولية للتحقيق في «التجاوزات» المرتكبة في ليبيا من جانب نظام القذافي.[322]
- بيرو: أعلن رئيس بيرو آلن غارسيا في 22 فبراير أن «بيرو ستجمد كل العلاقات الدبلوماسية مع ليبيا إلى أن يتوقف العنف ضد الشعب» لتصبح بيرو أول دولة تتخذ مثل هذا الإجراء.[323]
- فنزويلا: دعا الرئيس الفنزويلي هوغو شافيز في كلمة أذاعها التلفزيون الفنزويلي على الهواء يوم الإثنين 28 فبراير إلى تكوين لجنة دولية للوساطة بين العقيد معمر القذافي والثوار لحل الأزمة القائمة في ليبيا، وحذر من تدخل عسكري أميركي في هذا البلد. وقال شافيز «إن الجميع يصف القذافي بالقاتل، وهم يريدونني أن أفعل الشيء نفسه، لكنني لن أحكم عليه قبل معرفة تفاصيل ما جرى، فالقذافي صديقي منذ زمن بعيد».[324] وفي يوم الثلاثاء 1 مارس/آذار اقترح الرئيس الفنزويلي هوغو شافيز مسعى دوليا للوساطة قصد إيجاد حل سلمي للانتفاضة الشعبية في ليبيا. وقال شافيز أنه ناقش الفكرة بالفعل مع بعض أعضاء تكتل «ألبا» الذي يضم دولا يسارية في أميركا اللاتينية ومع دول أخرى في أوروبا وأميركا. وأضاف في كلمة أذاعها التلفزيون الفنزويلي على الهواء «آمل أن نتمكن من إيجاد لجنة تذهب إلى ليبيا للتحدث مع الحكومة وزعماء المعارضة.. نريد حلا سلميا.. نحن ندعم السلام في العالم العربي والعالم بأسره».[325]

#### أوروبا
- فرنسا: أدان الرئيس الفرنسي نيكولا ساركوزي في 21 فبراير «الاستخدام غير المقبول للقوة» ضد المتظاهرين في ليبيا، وطالب «بالوقف الفوري» لأعمال العنف داعيا إلى «حل سياسي يلبي توق الشعب الليبي إلى الديمقراطية والحرية».[326] ثم صرح ساركوزي في 25 فبراير قائلا «السيد القذافي يجب أن يرحل» وأضاف «فيما يتعلق بتدخل عسكري ستنظر فرنسا في أي مبادرة من هذا النوع بحذر وتحفظ بالغين».[327]
- المملكة المتحدة: أعلنت الحكومة البريطانية في 18 فبراير أنها قررت إلغاء أكثر من 50 رخصة لتصدير الأسلحة إلى مملكة البحرين وليبيا في ضوء التعامل العنيف مع الاحتجاجات التي أسفرت عن مقتل العديد من الأشخاص في البلدين.[328] فيما وصف وزير الخارجية وليام هيغ في 19 فبراير قمع المتظاهرين الليبيين بأنه «مروع وغير مقبول». كما دعا هيغ السلطات الليبية إلى «وقف استخدام القوة ولجم الجيش في مواجهة المتظاهرين» وطالب الزعيم الليبي معمر القذافي باحترام حقوق الإنسان الأساسية الذي رأى أنه لا يوجد مؤشر على ذلك من خلال ما وصفه برد الفعل الرهيب والمفزع للسلطات الليبية تجاه هذه الاحتجاجات، وحذر من أن العالم يراقب ما يحدث في هذا البلد. وانتقد تقييد التغطية الإعلامية.[306] قال وزير الخارجية البريطاني وليام هيغ في 27 فبراير أن الحكومة البريطانية سحبت الحصانة الدبلوماسية في بريطانيا من الزعيم الليبي معمر القذافي وهدد النظام الليبي بتقديم المسؤولين عن «الفظائع المروعة» أمام القضاء لمحاسبتهم.[329]
- إيطاليا:
  - قال رئيس الوزراء الإيطالي سلفيو برلسكوني في 19 فبراير إن الوضع غامض في ليبيا وأنه لا يريد «إزعاج» الزعيم الليبي معمر القذافي بشأن حركة الاحتجاجات[305]، وهو التصريح الذي هاجمته المعارضة ووصفته بـ«المخيف» داعين في المقابل لإدانة بـ«وضوح وقوة» للقمع في ليبيا.[330] ولكن بعد أن تعرض لانتقادات لالتزامه الصمت خلال الأزمة، ندد برلسكوني في 21 فبراير بالعنف الذي تمارسه القوات الليبية بحق المدنيين ووصفه بأنه «غير مقبول».[318] نفى سيلفيو برلسكوني تهمه تزويد المحتجين بالصواريخ في اتصال هاتفي بالقذافي في 22 فبراير بعدما وجه القذافي هذا الاتهام للولايات المتحدة وإيطاليا، كما دعا برلسكوني القذافي للتوصل إلى حل سلمي للأوضاع المضطربة في ليبيا.[331]
  - علقت إيطاليا في 27 فبراير اتفاقية مع ليبيا تتضمن مادة تنص على عدم العدوان، وكان البلدان قد توصلا عام 2008م إلى معاهدة الصداقة التي سوت حسابات أكثر من 30 عاما من الاستعمار الإيطالي لليبيا. وفي إشارة إلى فقدان القذافي أحد أقرب حلفائه في أوروبا، اعتبر وزير الخارجية الإيطالي فرانكو فراتيني أن سقوط القذافي أصبح «حتميا».[332]
- فنلندا: قال وزير الخارجية الفنلندي ألكسندر ستوب في 21 فبراير إن الاتحاد الأوروبي يجب أن يبحث فرض عقوبات على القذافي وأسرته ومسؤولي الحكومة وتساءل «كيف يمكن لنا من ناحية أن ننظر إلى ما يحدث في ليبيا حيث قتل نحو 300 شخص بالرصاص، ولا نتحدث عن توقيع عقوبات أو حظر سفر على سبيل المثال على القذافي».[326]
- ألمانيا: صرح وزير الدولة الألماني للشؤون الأوروبية فيرنر هوير في 21 فبراير أنه «يتعين على الاتحاد الأوروبي ألا يسمح لنفسه بأن يتم ابتزازه» على ضوء تهديد ليبيا بعدم التعاون مع أوروبا في وقف الهجرة غير الشرعية إلى الاتحاد الأوروبي إذا لم تتوقف أوروبا عن الدفاع عن المحتجين المناهضين للحكومة.[بحاجة لمصدر] انتقدت المستشارة الألمانية أنغيلا ميركل في 22 فبراير خطاب القذافي الثاني ووصفته بأنه «مرعب جدا»، وهددت بأن ألمانيا ستؤيد فرض عقوبات على ليبيا إذا لم يتوقف القذافي عن ممارسة العنف.[333] كما انضمت ميركل في 27 فبراير لأصوات قادة الدول الغربية المطالبة بتنحي القذافي، مؤكدة أن قرار رحيله قد «حان منذ فترة طويلة».[332]
- جمهورية التشيك: اعتبر وزير الخارجية التشيكي كاريل شوارزنبرغ في 21 فبراير أن سقوط القذافي سيؤدي إلى «كوارث». فيما طالب رئيس الوزراء التشيكي بيتر نيكاس في 27 فبراير بإنهاء أعمال العنف في ليبيا، واصفا استخدام القوة ضد المدنيين بأنه انتهاك خطير لحقوق الإنسان.[329]
- لوكسمبورغ: قال وزير خارجية لوكسمبورغ جان أسلبورن في 21 فبراير «لقد أرسل القناصة لإطلاق النار على الناس الذين يحضرون أي جنازة، أو يعبرون عن رأيهم الحر بأنهم يريدون دورا أكبر في إدارة شؤون بلادهم، ونحن لا يمكن أن نضطر إلى التعاون مع نظام يطلق النار على شعبه».
- روسيا:

1. 21/2/2011 م: دعت وزارة الخارجية الروسية كافة الأطراف في ليبيا إلى إيجاد حل سلمي عبر الحوار الوطني لوضع حد لأعمال العنف الدامية التي تجتاح البلاد منذ أسبوع. وخلافا لدول أخرى، مثل الولايات المتحدة وفرنسا وبريطانيا، لم تتقدم روسيا بأي احتجاج ضد عملية القمع العنيفة للمظاهرات في ليبيا.[326]
2. 22/2/2011 م: قال الرئيس الروسي دميتري ميدفيديف: «هذه الدول ليست بسيطة ومن الوارد أن تحدث تطورات معقدة من ضمنها وصول المتشديدين إلى السلطة، دعونا ننظر في عين الحقيقة» وحذر أيضا من «عقود من عدم الاستقرار» في المنطقة.[334]
3. 22/2/2011 م: عبرت الخارجية الروسية عن قلقها من تطورات الموقف في ليبيا، داعية السلطات في هذا البلد للكف عن استخدام القوة لتفريق المحتجين وأن القوة لا تشكل مخرجا للأزمة الراهنة في ليبيا بل من شأنها أن تزيد من تفاقم الأوضاع.[331]
4. 1/3/2011 م: انضمت روسيا إلى الأصوات الداعية لضرورة تنحي العقيد معمر القذافي عن حكم ليبيا، وقالت وكالة إنترفاكس الروسية للأنباء إن مصدرا في الكرملين لمح اليوم إلى ضرورة تنحي العقيد معمر القذافي، ووصفه بأنه «جثة سياسية متحركة لا مكان لها في العالم المتحضر». ونادرا ما تنتقد روسيا حكاما شموليين، لكن الرئيس ديمتري ميدفيديف ندد الأسبوع الماضي باستخدام القذافي للعنف ضد المحتجين، ودعا إلى الإطاحة به وقال إن استمرار إراقة الدماء سيكون جريمة بموجب القانون الدولي.[325]
5. 7/3/2011 م: أعلن وزير الخارجية الروسي سيرغي لافروف أن بلاده تعارض التدخل العسكري الخارجي في ليبيا. وأوضح في مؤتمر صحفي عقده بمدينة كالينينغراد موقف بلاده الثابت من الشأن الليبي قائلاً أن «روسيا تعارض التدخل الأجنبي وخاصة العسكري وسيلة لحل الأزمة في ليبيا»، مضيفًا أن «على الليبيين أن يحلوا مشاكلهم بأنفسهم».[335]

#### آسيا
- تركيا:

1. 21/2/2011 م: عبّر الرئيس التركي عبد الله غل عن القلق بشأن الانتفاضة الحاصلة في ليبيا والتي تحولت إلى دموية، داعياً كل الحكام إلى تلبية مطالب شعوبهم. ونقلت وكالة أنباء الأناضول التركية عن غل قوله للصحفيين في إسطنبول إننا نراقب عن كثب وبقلق ما يحصل في ليبيا. ومن المحزن سماع تقارير عن وقوع قتلى، مضيفاً بالتأكيد على كل الحكام الاستماع لمطالب شعوبهم.
2. 22/2/2011 م: حذر رئيس وزراء تركيا رجب طيب أردوغان السلطات الليبية من مغبة استخدام العنف لقمع المظاهرات والاحتجاجات المناوئة للنظام ودعاها أيضا إلى ضمان أمن الرعايا الأجانب المقيمين في ليبيا. وأكد أنه اتصل بالقذافي مرتين ونصح الحكومة الليبية بتجنب «تأجيج الدم» وأنه من غير الممكن «لحكومة تلجأ للعنف ضد شعبها وتتجاهل مطالبهم وتظل متبلدة الشعور تجاه تطلعاتهم أن تبقى في السلطة».[331]
3. 27/2/2011 م: دعا رئيس الحكومة التركية رجب طيب أردوغان المجتمع الدولي إلى عدم مقاربة الوضع في ليبيا على أساس النفط بل على أساس الضمير والقوانين والقيم الإنسانية العالمية. وحث رئيس الحكومة التركي الدول والزعماء على التخلي عن المعايير المزدوجة والتصرف بأسلوب مبدئي ومتماسك، داعيا المجتمع الدولي لإيجاد علاج يضع حداً لمعاناة الشعب الليبي.[329]

- الصين:

1. 22/2/2011 م: أبدت الخارجية الصينية على لسان الناطق الرسمي باسمها قلقها البالغ بشأن التطورات الجارية في ليبيا دون أن تنتقد بشكل صريح قيام الأمن الليبي بقمع المحتجين أو ذكر الرئيس القذافي بالاسم، واكتفت بالدعوة إلى القيام بما يلزم لعودة الاستقرار إلى ليبيا.[318]
2. 1/3/2011 م: دعا الناطق باسم وزارة الخارجية الصينية جانغ يو إلى إنهاء العنف في ليبيا، وقال «إنه من الملح الآن وقف العنف وسقوط المزيد من الضحايا، ونأمل أن يؤدي المجتمع الدولي دورا بناء في إعادة الاستقرار إلى ليبيا في أسرع وقت ممكن».[325]
3. 12/3/2011 م: أبدت الصين نوعا من التريث في التعاطي مع الأزمة الليبية، داعية إلى ترك بلدان الشرق الأوسط تحل مشكلاتها دون تدخل خارجي، ودعت بكين إلى حل الوضع في ليبيا سلميا من خلال الحوار، وطالبت باحترام سيادة ووحدة أراضي ليبيا على الرغم من قولها إنها ستستمع إلى وجهات نظر دول الشرق الأوسط الأخرى بشأن هذه القضية.[336]

- إيران:

1. 22/2/2011 م: حملت إيران العقيد معمر القذافي مسؤولية الحفاظ على حياة رئيس المجلس الإسلامي الشيعي في لبنان الإمام موسى الصدر الذي اختفى في ليبيا عام 1979 م. ودعت إلى تدخل الأمم المتحدة للإفراج عنه وعن رفيقيه. وأكد أحمد موسوي مستشار الرئيس الإيراني أن الإمام موسى الصدر ورفيقيه لا يزالون أحياء في ليبيا، محملا القذافي كامل المسؤولية بهذ الشأن. وناشد أبناء الشعب الليبي الذي وصفه بالأبي بالإبلاغ عن أي معلومة تساعد في الإفراج عن هؤلاء الذين قال إنه تم اختطافهم وتغييبهم منذ حوالي ثلاثة عقود. (ويشار إلى أن موسى الصدر سافر إلى ليبيا في 25 أغسطس/آب 1978 بدعوة رسمية منها يرافقه مساعده الشيخ محمد يعقوب والصحفي عباس بدر الدين. وشوهد في ذلك البلد للمرة الأخيرة في 31 أغسطس/آب، ثم انقطعت منذ ذلك الحين أخبار الثلاثة).[337]
2. 2/3/2011 م: حذر الرئيس الإيراني محمود أحمدي نجاد من أي تدخل عسكري في ليبيا، قائلاً أن الدول الغربية لا يتعين عليها أن تستفيد من الثورة الشعبية في ليبيا لتحويل البلاد إلى قاعدة عسكرية. وبدوره أعرب المتحدث باسم الخارجية الإيرانية رامين مهمانبرست عن استعداد بلاده لتقديم مساعدة لليبيا. قائلا «لقد أعلنا أننا مستعدون لتقديم أي نوع من المساعدة ويمكن أن نستقبل أيضا المصابين».[338]

- الهند: 23/2/2011 م: وصف بيان لوزارة الخارجية الهندية استخدام القوة في ليبيا بأنه غير مقبول، وطالب بوقفه فوراً معربا عن قلق الحكومة الهندية من التطورات الراهنة في ليبيا وما أسفر عنها من سقوط عدد كبير من القتلى والجرحى في صفوف المدنيين.[339]
- أستراليا:

1. 23/2/2011 م: وصف وزير الخارجية الأسترالي كيفن رود الزعيم الليبي بأنه دكتاتور خارج عن السيطرة، مطالباً بفرض عقوبات على ليبيا. وشن رود هجوما حادا أمام البرلمان الفدرالي في كانبرا على القذافي وتحديدا وصفه المتظاهرين بأنهم «جرذان لا بد من تطهير البلاد منهم»، معتبرا أن هذه الكلمات لا تصدر عن قائد سياسي مسؤول بل عن دكتاتور فقد السيطرة. وأشار إلى أن أستراليا سجلت إدانتها رسمياً لتصريحات القذافي وأعربت عن دعمها لمطالبة مجلس الأمن الدولي الحكومة الليبية بحماية شعبها والسماح بدخول مراقبين دوليين لحقوق الإنسان.[339]
2. 27/2/2011 م: أعلنت الحكومة الأسترالية اليوم فرض عقوبات على معمر القذافي و21 شخصا من المقربين منه تشمل حظرا على دخول الأراضي الأسترالية، ومنع الأستراليين شركات وأفرادا من القيام بأي تعامل مع الأسماء الواردة في لائحة العقوبات.[329]

#### أفريقيا
تأخرت كثيراً جداً ردود الفعل الأفريقية إلى أن خرجت أخيراً السنغال عن صمتها في 25/2/2011 م ونددت بقمع المتظاهرين واستخدام العنف. وربما يعود السبب إلى أن معمر القذافي يعتبر نفسه ملك ملوك أفريقيا.
- السنغال: 25/2/2011 م: خرجت الحكومة السنغالية عن صمتها لتعلن في بيان رسمي تنديدها بقمع المتظاهرين الليبيين واستخدام العنف المفرط ضدهم. ويأتي موقف الحكومة السنغالية بعد حملة ضغوط إعلامية وسياسية وحقوقية مورست عليها في الأيام الأخيرة لإعلان موقف رسمي مساند للثورة الليبية باسم الشعب السنغالي من جهة، ولرفع اللبس عن «مساندة» الرئيس عبد الله واد للعقيد القذافي، التي أعلنتها وسائل الإعلام الليبي الرسمية من جهة أخرى.[340] وتحتل الثورة الليبية مساحة واسعة في الإعلام السنغالي المستقل، إذ تتصدر أحداث الثورة العناوين الرئيسية للصحف والمواقع الإلكترونية. وتركز تغطية الإعلام السنغالي على المجازر الوحشية ضد المحتجين في ليبيا، إضافة إلى قضية المرتزقة الأفارقة الذين يقاتلون إلى جانب القذافي، وتفرج القادة الأفارقة على ممارسات النظام الليبي. كما بدأ الإعلام فتح تقارير عن دور العقيد القذافي في زعزعة الاستقرار والسلم في أفريقيا، من خلال دعم وتسليح حركات التمرد، وتورطه في العديد من الانقلابات العسكرية. ولا تفوت الصحف فرصة لتسليط الضوء على الحالة النفسية والسلوكية التي يعيشها القذافي حاليا بلغة الرسوم الساخرة (الكاريكاتير).[340]

### المنظمات الدولية
- المنظمة العربية لحقوق الإنسان: 19/2/2011 م: عبرت المنظمة العربية لحقوق الإنسان عن إدانتها الشديدة لما أسمتها المذابح التي يتعرض لها المحتجون في ليبيا. وطالبت المنظمة السلطات الليبية بالكف عن «أعمال القتل والترويع فورا والإفراج عن المعتقلين». ودعت كذلك إلى إجراء تحقيق دولي في المذابح التي تجري في ليبيا، «بعد أن فشلت كل الجهود منذ عام 1996 في إجراء تحقيق جدي في المذابح التي راح ضحيتها أكثر من 1200 شخص في سجن أبو سليم».[341]
- منظمة أصدقاء الإنسان الدولية: 20/2/2011 م: طالبت منظمة «أصدقاء الإنسان الدولية» التي تتخذ من فيينا مقرًّا لها، السلطات الليبية بـ«الوقف الفوري للجرائم التي ترتكب بحق المحتجين في مختلف أنحاء ليبيا، خاصة في مدينة بنغازي». ولفتت المنظمة النظر إلى أن تعريف جريمة الحرب في القانون الدولي، يسمح بتفسيرات كثيرة، إحداها يقول إنه «هجوم عشوائي على مدنيين».[342]
- مراقبة حقوق الإنسان:

1. 20/2/2011 م: طالبت هيومن رايتس ووتش الدول العربية والاتحاد الأفريقي والاتحاد الأوروبي والولايات المتحدة والحكومات الأخرى التي تربطها صلات بليبيا إلى المطالبة العلنية بوضع حد للاستخدام غير القانوني للعنف ضد المتظاهرين السلميين. كما طالبت المنظمة بإعلان أن المسؤولين عن الانتهاكات الجسيمة للقانون الدولي لحقوق الإنسان يجب أن يخضعوا بأنفسهم للمساءلة. وقالت المديرة التنفيذية لقسم الشرق الأوسط وشمال أفريقيا في المنظمة سارة ليا ويتسن إن «هناك كارثة إنسانية تحدث هذه اللحظة في ليبيا، مع مقاومة المتظاهرين بجرأة للرصاص والموت لثالث يوم على التوالي. ليبيا تحاول حجب المعلومات تماماً عن العالم الخارجي، لكن لا أحد يقدر على إخفاء مذبحة».[343]
2. 20/2/2011 م: دعت منظمة هيومن رايتس ووتش إلى محاسبة المسؤولين عن قتل المدنيين في ليبيا، بمن فيهم الزعيم معمر القذافي نفسه، ونقلت عن مصادر في مستشفيين بطرابلس أن 62 قتيلا على الأقل أحضروا إلى المستشفيين منذ 20 فبراير/شباط.[344]
3. 25/2/2011 م: حثت منظمة هيومن رايتس ووتش رئيس الوزراء الإيطالي سيلفيو برلسكوني على استغلال العلاقة القوية التي تربطه بالزعيم الليبي معمر القذافي للمساعدة في حماية المتظاهرين من الهجمات غير القانونية التي تشنها عليهم قوات الأمن الليبية. وقالت جوديث سوندرلاند -وهي باحثة أولى في هذه المنظمة الحقوقية- «كانت الحكومة الإيطالية بطيئة لدرجة انعدام الضمير في إدانة إراقة الدماء في ليبيا، لا يوجد عذر محتمل لعدم التعليق بجدية على ضرورة حماية المتظاهرين الليبيين ومنع العنف في المستقبل».[345]
4. 14/3/2011 م: نددت منظمة هيومن رايتس ووتش بما سمتها عمليات قمع واعتقال تعسفي وإخفاء قسري وتعذيب تقوم بها قوات العقيد معمر القذافي تجاه أي معارضة في طرابلس حتى الاحتجاجات السلمية. ونقلت عن شهود من مدينة طرابلس قولهم أن الأمن الليبي اعتقل عشرات المتظاهرين المعارضين ومن يشتبه في تعاونهم مع وسائل الإعلام والمنظمات الحقوقية. ووفق توضيحات المنظمة فإن عمليات القمع بدأت يوم 20 فبراير/شباط 2011 م عندما أطلقت قوات الأمن النار على متظاهرين في الساحة الخضراء وسط طرابلس، مما نتج عنه خسائر بشرية بين قتيل وجريح. ويشير شهود عيان إلى أن الكثير من الليبيين باتوا يخشون على سلامتهم في حال الاستمرار في الحديث عن تلك الانتهاكات. كما أفادت المنظمة أن لديها معلومات موثوق بها تؤكد تورط إدارة المستشفى المركزي في العاصمة الليبية طرابلس في أعمال إجرامية قد ترقى إلى جرائم ضد الإنسانية.[346]

- منظمة العفو الدولية:

1. 20/2/2011 م: دعت منظمة العفو الدولية معمر القذافي لكف يد قوات الأمن التابعة له على الفور وسط الأنباء التي تتحدث عن استخدامها للبنادق الآلية وأسلحة أخرى ما أدى لسقوط عدد كبير من الضحايا بين قتيل وجريح.[347]
2. 23/2/2011 م: اتهمت منظمة العفو الدولية مجلس الأمن الدولي والمجتمع الدولي بالتقاعس عن حماية الشعب الليبي بعد «تهديد القذافي بتطهير ليبيا من منزل إلى آخر»، ودعت إلى تجميد أرصدته.[348]
3. 25/2/2011 م: دعت منظمة العفو الدولية في بيان رسمي نشر على موقعها الإلكتروني مجلس الأمن الدولي وجامعة الدول العربية إلى إرسال بعثة فورية إلى ليبيا للتحقيق في الأحداث التي خلفت مئات القتلى في صفوف المحتجين، تمهيدا لتقديم المسؤولين عن الممارسات القاسية بحق المتظاهرين أمام المحكمة الجنائية الدولية.[349]

- الاتحاد الأوروبي: 20/2/2011 م: قالت كاثرين آشتون مسؤولة السياسة الخارجية بالاتحاد الأوروبي في بيان إن الاتحاد «يحث السلطات على ممارسة ضبط النفس والهدوء والامتناع فورا عن أي استخدام آخر للعنف ضد المتظاهرين السلميين».[350]
- جامعة الدول العربية:

1. 20/2/2011 م: دعت جامعة الدول العربية إلى الوقف الفوري لكافة أعمال العنف وعدم استخدام القوة ضد المظاهرات السلمية في الدول العربية التي تشهد مظاهرات احتجاجية للمطالبة بإصلاحات سياسية. وأعربت عن مشاعر الحزن والأسى الشديدين لسقوط الضحايا الأبرياء الذين تناقلت وسائل الإعلام أنباءهم في كل من ليبيا والبحرين واليمن.[351]
2. 20/2/2011 م: أعرب الأمين العام لجامعة الدول العربية عمرو موسى عن قلقه البالغ إزاء الأحداث الجارية في الجماهيرية الليبية، وطالب بحقن الدماء ووقف كافة أعمال العنف، متوجها بالعزاء للشعب الليبي في الشهداء الأبرار.[352]
3. 2/3/2011 م: اتفق وزراء الخارجية العرب في جلستهم المغلقة بمقر جامعة الدول العربية على الرفض القاطع لكافة أشكال التدخل الأجنبي في ليبيا وتأكيد الالتزام الكامل بالمحافظة على الوحدة الوطنية لشعب ليبيا وسيادته ووحدة وسلامة أراضيه. وندد الوزراء بالجرائم المرتكبة ضد التظاهرات والاحتجاجات الشعبية السلمية الجارية في عديد من المدن الليبية والعاصمة طرابلس والتعبير عن الاستنكار الشديد لأعمال العنف ضد المدنيين.[353]

- إيكاماوس: 20/2/2011 م: ندد التحالف الدولي لملاحقة مجرمي الحرب (إيكاوس) باستخدام العنف الممنهج ضد المتظاهرين في ليبيا، ومواجهتهم بأسلحة حربية ثقيلة مخصصة لمواجهة الآليات والمدرعات وليس المدنيين، ووصف ما يحدث في ليبيا بأنه جريمة ضد الإنسانية. واتهم التحالف في بيان مليشيات يقودها من سماه «الدكتاتور» الليبي معمر القذافي وأولاده وأفراد من عائلته بشن هجوم مباشر على السكان المدنيين بهدف إبادة وقتل كل من يعترض طريقهم. ووفقا للبيان فقد سقط حتى لحظة إعداد التقرير 519 قتيلا ونحو أربعة آلاف جريح و1500 مختطف وحالة اختفاء، وأكد البيان أن 90% من المصابين تلقوا إصابات مباشرة في الجزء العلوي من الجسد مما يعني تعمد القتل.[354]
- الاتحاد العالمي لعلماء المسلمين: 21/2/2011 م: ندد الاتحاد العالمي لعلماء المسلمين بما وصفها بـ«الأعمال الإجرامية» التي يتعرض لها المتظاهرون في ليبيا، مؤكدا تأييد الاتحاد لمطالب الشعب الليبي ووقوفه معه. ودعا الاتحاد الجيش الليبي و«قوات الأمن الشرفاء» إلى وقف «المظالم»، وحقن إراقة الدماء، وإلى حماية الشعب من الظلم والطغيان، «فهم من الشعب ولأمن الشعب، وإن من حق الشعب عليهم حمايتهم من الظلم والاعتداء».[352]
- رابطة علماء السنة: 21/2/2011 م: طالبت رابطة علماء السنة في بيان بإيقاف الكتائب الخاصة التي تقوم بإطلاق الرصاص الحي على المتظاهرين في ليبيا، وتقديم كل من أعطى الأوامر بإطلاق الرصاص الحي على المتظاهرين ومن نفذ هذه الأوامر للمحاكمة.[352]
- منظمة المؤتمر الإسلامي:

1. 21/2/2011 م: أعربت منظمة المؤتمر الإسلامي عن قلقها تجاه الأحداث الأخيرة في عدد من الدول العربية، مؤكدة أن التحديات المتنامية في المجالات السياسية والاجتماعية والاقتصادية لا يمكن التغلب عليها إلا عبر تقديم وتنفيذ إصلاحات شاملة في مختلف القطاعات.[352]
2. 23/2/2011 م: أدانت منظمة المؤتمر الإسلامي «استخدام ليبيا المفرط للعنف»، وقالت في بيان إن «عددا كبيرا من الليبيين قتلوا وأصيبوا في الهجوم العسكري على المظاهرات».[348]

- الأمم المتحدة:

1. 21/2/2011 م: قال الأمين العام للأمم المتحدة بان كي مون أنه يتعين على الزعيم الليبي وقف العنف فورا ضد المتظاهرين في بلاده، ودعا إلى حوار شامل، حسب ما أفاد به المتحدث باسمه مارتن نيسركي. وقال المتحدث أن بان أجرى محادثات «مطولة» مع القذافي على الهاتف، مضيفا أن الأمين العام أعرب عن قلقه البالغ من تصاعد العنف، وأكد ضرورة وقفه فوراً.[326]
2. 6/3/2011 م: طالب الأمين العام للأمم المتحدة بان كي مون أثناء حيثه مع وزير الخارجية الليبي موسى كوسا بوضع حد للهجمات «العشوائية» على المدنيين في ليبيا، وحذر من أن من يخالف القانون الدولي سيُجلب للمثول أمام العدالة. واتفق بان وكوسا على أن ترسل الأمم المتحدة فورا فريقا إلى طرابلس لتقييم الوضع الإنساني في ليبيا.[355]

- الإخوان المسلمون في مصر: 21/2/2011 م: استنكرت جماعة الإخوان المسلمين في مصر بشدة ما سمته العدوان الوحشي الهمجي الذي تنتهجه السلطات الليبية ضد المظاهرات السلمية، «التي تطالب باستعادة حقوقها في الحياة الكريمة والسيادة الوطنية، وتغيير النظام الدكتاتوري والجاثم فوق صدر الشعب منذ ما يزيد على 42 عاما».[352]
- حلف شمال الأطلسي:

1. 21/2/2011 م: قال الأمين العام لحلف شمال الأطلسي (ناتو) أندرس فوغ راسموسن الاثنين إنه «صدم بسبب الاستخدام العشوائي للقوة ضد المتظاهرين السلميين في ليبيا».[318]
2. 21/2/2011 م: قال حلف شمال الأطلسي (ناتو) إنه لا ينوي التدخل في ليبيا، رابطا أي خطوة من ذلك القبيل بموافقة الأمم المتحدة، ومشددا على أن أزمة ليبيا لا تمثل تهديدا له. في حين تواصلت الإدانات الدولية للنظام الليبي لاستخدامه المفرط للقوة مع المتظاهرين.[356]

- مجلس تجمع المنظمات الإسلامية في ماليزيا والتجمع الآسيوي لاتحاد علماء المسلمين: 22/2/2011 م: أدانا بشدة عمليات القتل بحق المتظاهرين في الانتفاضة الجارية في ليبيا ودعوا إلى ممارسة ضغط دولي لوقف المجازر بحق الشعب الليبي.[311]
- الإخوان المسلمون في الأردن: 22/2/2011 م: أفتت لجنة علماء الشريعة في حزب جبهة العمل الإسلامي -الذراع السياسية لجماعة الإخوان المسلمين الأردنية- بأن «المظاهرات تعبير عن إنكار المنكر باللسان، وهذا أمر مشروع بل واجب».[311]
- المنظمة الألمانية للدفاع عن الشعوب المهددة: 22/2/2011 م: أدانت المنظمة الألمانية للدفاع عن الشعوب المهددة قمع السلطات الليبية للمتظاهرين، وطالبت بطرد ليبيا من عضوية مجلس حقوق الإنسان. وقالت المنظمة الألمانية أنه «لم يعد مقبولا بعد الآن مشاركة ممثلين للنظام الليبي في مناقشات اللجنة الأممية لأوضاع حقوق الإنسان في العالم، في الوقت الذي يصدر فيه رئيس هذا النظام معمر القذافي أوامر مباشرة للقوى الأمنية الليبية وللمرتزقة الأجانب بإطلاق الرصاص الحي على المتظاهرين العزل في المدن الليبية المختلفة».[344]
- الاتحاد العام للأدباء والكتاب العرب: 22/2/2011 م: قال الاتحاد في بيان أنه ينبغي على الحكام العرب «أن يفهموا الرسالة التي توجهها لهم شعوبهم، ومفادها أن هذه الشعوب ضاقت ذرعا بالممارسات القمعية وإهدار كرامة المواطنين، وبالفساد الذي ينخر في جسد الأمة العربية، وأن الشعوب تتطلع إلى حكم ديمقراطي رشيد يعبر بها من زمن التخلف إلى آفاق أرحب من العدالة والمساواة». واعتبر اتحاد الأدباء والكتاب العرب قمع المظاهرات السلمية بأدوات الحرب، وبعضها محرم دوليا، أو محاولات الالتفاف على المطالب المشروعة للجماهير العربية، «خطأ تاريخي، ستدفع أنظمة الحكم ثمنه غاليا، فضلا عن أن التاريخ لن يتسامح في ذلك أبدا».[357]
- نيويورك تايمز: 23/2/2011 م: ناشدت صحيفة نيويورك تايمز الأميركية -في افتتاحيتها اليوم تحت عنوان «سفاح ليبيا»- مجلس الأمن بضرورة فرض عقوبات على العقيد الليبي معمر القذافي وعائلته وأزلامه الآخرين بما في ذلك تجميد ممتلكاتهم في الخارج وحظر سفرهم لمسؤوليتهم عن قمع شعبهم.[358]
- مجلس السلم والأمن: 23/2/2011 م: أدان مجلس السلم والأمن التابع للاتحاد الأفريقي «بشدة الاستخدام المفرط للقوة والأسلحة الفتاكة ضد المتظاهرين السلميين»، ووصفه بأنه «ينتهك حقوق الإنسان والقانون الدولي الإنساني ويسهم في استمرار الخسائر في الأرواح وتدمير الممتلكات». ودعا السلطات الليبية إلى ضمان توفير الحماية والأمن لمواطنيها، وأكد على «مشروعية تطلعات الشعب الليبي في تحقيق الديمقراطية والإصلاح السياسي والعدالة والتنمية الاجتماعية والاقتصادية».[348]
- منظمات حقوقية عربية: 23/2/2011 م: دعت 777 منظمة حقوقية عربية دول العالم كافة إلى عدم توفير ملاذ آمن للمسؤولين الليبيين الضالعين بارتكاب جرائم حرب وضد الإنسانية بحق الشعب الليبي، وطالبت بمحاسبتهم والحيلولة دون إفلاتهم من العقاب. وفي بيان أصدرته اليوم ووزعه مركز عمّان لدراسات حقوق الإنسان اعتبرت المنظمات أن النظام الليبي دخل مرحلة إعلان الحرب على الشعب عبر التهديد والوعيد من معمر القذافي وابنه سيف الإسلام، واللجوء إلى القصف الجوي لضرب العصيان المدني الشعبي، واستخدام القنابل اليدوية والرشاشات الثقيلة في الاعتداء على مواطنيه، وتحريك البوارج الحربية. ووقع على البيان تحالفات عربية لحقوق الإنسان، من أبرزها المنظمة العربية لحقوق الإنسان بفروعها الـ22 في الدول العربية والثلاثة في أوروبا، ومنظمات حقوقية وأهلية ومدنية في دول عربية من المحيط للخليج.[359]
- حركة شباب 6 أبريل: 24/2/2011 م: أعلنت حركة شباب 6 أبريل المصرية في بيان مساندتها الكاملة لما سمتها ثورة الأحرار في ليبيا ضد النظام الدكتاتوري الغاشم. وقالت إنها تؤيد المطالب المشروعة للشعب الليبي، وتؤيد كل «الثورات المباركة التي انطلقت من رحم القهر والذل في كل الأقطار العربية الشقيقة خاصة في ليبيا واليمن والجزائر والمغرب والبحرين».[360]
- التجمع الإعلامي الفلسطيني: 24/2/2011 م: ندد صحفيون وتجمعات فلسطينية تعنى بالدفاع عن الحريات بما أسمته عمليات الخطف والاعتداء والتضييق التي يمارسها نظام العقيد معمر القذافي على الصحفيين الليبيين. واستنكر التجمع الإعلامي الفلسطيني ما يتعرض له الإعلاميون الليبيون من قتل وخطف واعتداء وتضييق من قبل نظام القذافي، أثناء ممارستهم لعملهم الصحفي.[361]
- منظمة العمل الدولية: 24/2/2011 م: دعا المدير العام لـمنظمة العمل الدولية خوان سومافيا في بيان رسمي السلطات الليبية إلى وضع حد فوري لأعمال القتل والعنف ضد المتظاهرين المناهضين لحكم القذافي الذين يمارسون حقوقهم المشروعة في حريّة التعبير والتجمّع.[349]
- مجلس حقوق الإنسان: 25/2/2011 م: أدان مجلس حقوق الإنسان التابع للأمم المتحدة اليوم عمليات القتل الواسعة والاستخدام المفرط للقوة الذي استخدمته السلطات الليبية ضد المظاهرات الشعبية، ودعا المجتمع الدولي إلى التحرك لوقف إراقة الدماء. وقالت مفوضة الحقوق في المجلس نيفي بيلاي إن آلاف الأشخاص قد سقطوا بين قتيل وجريح في هذه المظاهرات، بعد أن استهدفهم أنصار الزعيم الليبي معمر القذافي بإطلاق الرصاص على الرأس أو الصدر.[345]
- منظمة الشفافية الدولية ومنظمة شيربا: 25/2/2011 م: أعلنت منظمتان غير حكوميتين في فرنسا -وهما منظمتا شيربا والفرع الفرنسي لمنظمة الشفافية الدولية- تقديم دعوى قضائية تطالب السلطات الفرنسية بتحديد كل الأصول المالية التي يملكها الزعيم معمر القذافي وعائلته والمقربين منه في البلاد، وحثت السلطات على تجميدها في حال وجودها تحسبا لاحتمال نقلها إلى جهات أخرى غير متعاونة قد ترفض إعادتها إلى الشعب الليبي. وذكرت منظمة الشفافية الدولية في فرنسا أن مصادر عدة تشير إلى أن ثروة القذافي تقدر بمليارات من اليورو ناتجة عن عائدات النفط والغاز ومن قطاع الاتصالات والبنى التحتية ووسائل الإعلام.[349]
- الملتقى الأفريقي لحقوق الإنسان: 25/2/2011 م: استنكر علي تين رئيس الملتقى الأفريقي لحقوق الإنسان (وهو أكبر منظمة حقوقية في غرب أفريقيا) استخدام القوة المفرطة ضد الشعب الليبي في مظاهراته السلمية. وانتقد بشدة استخدام الأسلحة الثقيلة والطائرات «لإبادة المتظاهرين العزل». وطالب الحقوقي السنغالي الرؤساء الأفارقة بكسر جدار الصمت والانحياز لخيار الشعب الليبي.[340]
- مجلس التعاون الخليجي: 26/2/2011 م: طالبت دول مجلس التعاون الخليجي المجتمع الدولي ومجلس الأمن بمحاسبة المتورطين في الأحداث الدامية التي تشهدها ليبيا. ودعا البيان المؤسسات الدولية لاتخاذ الإجراءات اللازمة وتقديم المساعدات الإنسانية ووقف حمام الدم والعمل على منع الاستخدام المفرط للقوة، وحماية المدنيين والسماح لهم بالتظاهر السلمي والتعبير عن آرائهم بكل حرية كما تكفل ذلك الشرائع السماوية والمواثيق الدولية.[329]

### شخصيات عالمية
- يوسف القرضاوي:

1. 20/2/2011 م: قال رئيس الاتحاد العالمي لعلماء المسلمين الشيخ يوسف القرضاوي أن الطاغية معمر القذافي انتهى ولم يعد له بقاء. وأضاف في اتصال هاتفي مع الجزيرة من القاهرة «لقد زال القذافي بما سفك من الدماء الطاهرة لأبناء الشعب الليبي وقد لفظه شعبه، وهؤلاء الطغاة لا بقاء لهم». وتابع: «ما أصاب بن علي، ومبارك سيصيب القذافي، وأقول له ارحل كما رحل مبارك، لا بل يجب أن يحاكمه الشعب الليبي وتظهر عوراته».[362]
2. 21/2/2011 م: (القرضاوي يفتي بقتل القذافي): أفتى رئيس الاتحاد العالمي لعلماء المسلمين الشيخ يوسف القرضاوي بقتل الطاغية الليبي معمر القذافي بسبب قتله أبناء شعبه عن طريق قصفهم بالطائرات واستخدام المرتزقة الأجانب لقتلهم. وطالب القرضاوي قادة وضباط وجنود الجيش الليبي بـ«ألا يسمعوا ولا يطيعوا أوامر القذافي بقتل أبناء شعبهم لأن السمع والطاعة هنا حرام، فلا طاعة لمخلوق في معصية الخالق». وقال القرضاوي «أصدر الآن فتوى بقتل القذافي. أي ضابط أو جندي أو أي شخص يتمكن من أن يطلق عليه رصاصة فليفعل، ليريح الليبيين والأمة من شر هذا الرجل المجنون وظلمه». وأضاف «لا يجوز لأي ضابط أن يطيع هذا الرجل في المعصية والظلم والبغي على العباد».[363]

- الصادق الغرياني: 20/2/2011 م: قال العلامة الليبي الشهير الدكتور صادق الغرياني إن ما يحدث الآن في ليبيا «شيء لا يحتمل ولا يمكن السكوت عليه، حيث يضرب النظام الليبي المتظاهرين بأسلحة مضادة للطائرات».[311]
- سلمان العودة: 21/2/2011 م: قال الداعية السعودي سلمان العودة «إن الحاكم الذي يستمرئ قتل شعبه غير جدير بحكمهم»، واستنكر «المجازر الشنيعة المفجعة» التي أقدمت عليها جهات أمنية وأخرى متصلة بها التي راح ضحيتها المئات من الأبرياء «ممن نحتسبهم عند الله من الشهداء».[352]
- أحمد الطيب: 21/2/2011 م: ناشد شيخ الأزهر أحمد الطيب «قادة الأمة حكاما وعلماء وعقلاء إيقاف هذه المذابح البشرية فورا، وحقن دماء الشعب الأعزل، والاستجابة لمطالبه المشروعة وحقه في الحرية والعدالة والعيش الكريم». وأضاف موجها كلامه للحكام في معرض تعليقه على الأحداث في ليبيا «لا تقتلوهم من أجل المطالبة بحقوقهم، فمن قتل دون حقه فهو شهيد، كما يقول النبي صلى الله عليه وسلم».[352]
- محمد الحسن الددو: 21/2/2011 م: استنكر العلامة الموريتاني الشيخ محمد الحسن الددو ما يجري من جرائم «منكرة لا يجوز السكوت عليها في ليبيا». وقال إن على المسلمين في مشارق الأرض ومغاربها إنكار ذلك و«التحرك لحماية المسلمين العزل في ليبيا».[364]
- روبرت فيسك: 22/2/2011 م: شن الكاتب البريطاني روبرت فيسك هجوما شرسا على العقيد الليبي معمر القذافي ووصفه بأقذع وأقسى الصفات، وقال إن «الدكتاتور القاسي والمتكبر والمغرور أوغل في سفك دماء الليبيين وإنه يترنح وربما هرب إلى الخارج». وقال الكاتب إن «القذافي بات مطاردا من جانب أبناء وبنات الشعب الليبي الغاضبين وإنه سينخلع لا محالة، ويلحق بسلفيه كل من الدكتاتور المخلوع زين العابدين بن علي والدكتاتور المخلوع حسني مبارك». وقال إن القذافي الذي شغل عقول الناس عبر عقود بمسرحياته الهزلية بات الآن في آخر أيامه يقود مسرحية دموية ضد أبناء وبنات الشعب الليبي، مضيفا أنه يتسبب في مجازر وحمامات من الدم في البلاد، وأنه يعيش حالة من اليأس وهو يترنح في آخر أيام حكمه. وأشار إلى ماضي القذافي وطرده الفلسطينيين من ليبيا وإلى تصرفاته المختلفة وتبذيره أموال الشعب الليبي في قضايا خارجية متعددة مثل دعمه الجيش الإيرلندي وغير ذلك من القضايا ودعمه وإثارته النعرات في العالم.[365]
- جون كيري: 22/2/2011 م: حذر السيناتور الأميركي جون كيري (الذي يرأس لجنة الشؤون الخارجية في مجلس الشيوخ الأميركي)، واعتبر كيري أن «الاستخدام المفرط للقوة الذي يبديه القذافي ينبغي أن ينذر بنهاية النظام نفسه».[366]
- فيدل كاسترو: 22/2/2011 م: أعرب الزعيم الكوبي فيدل كاسترو (الذي تربطه صداقة قديمة بالقذافي) عن اعتقاده بأن الولايات المتحدة وبمساعدة حلف شمال الأطلسي (ناتو) ستحتل ليبيا على خلفية الاضطرابات.[366]
- مثقفون وفنانون سوريون: 22/2/2011 م: أصدر أكثر من 130 مثقفا وفنانا سوريا بينهم دريد لحام وغسان مسعود ومحمد ملص بيانا شجبوا فيه «بأقصى ما يكون الشجب سعار هذا النظام الدكتاتوري» في ليبيا الذي «تحول إلى نيرون»، مؤكدين وقوفهم إلى جانب الشعب الليبي من «أجل بناء دولة مدنية ومجتمع الحرية والديمقراطية». ومن الموقعين على البيان الباحثون والأكاديميون محمد جمال باروت وقاسم المقداد ونوفل نيوف وكريم أبو حلاوة وأحمد جاسم الحسين وعدنان كنفاني. والأدباء نزيه أبو عفش وحيدر حيدر ونبيل سليمان وفواز حداد وممدوح عزام وحازم العظمة وحمزة برقاوي وتاج الدين موسى وعادل محمود وخيري الذهبي. كما وقع عليه المخرجون حاتم علي والليث حجو وأسامة محمد والفنانون التشكيليون يوسف عبدلكي ومنير الشعراني وإدوار شيدا وفادي العساف والممثلون نضال السيجري وكندة علوش وأمل عمران بالإضافة إلى الموسيقي غزوان زركلي.[357]
- عكرمة صبري: 23/2/2011 م: قال رئيس رابطة علماء فلسطين الشيخ عكرمة صبري أن "المجازر التي تحصل في ليبيا تتعارض مع أبسط قواعد الشريعة الإسلامية وتتعارض مع ما أمرنا به الرسول محمد من حفظ دماء المسلمين، وتتعارض مع جميع القوانين والأعراف الدولية والإنسانية.[367]
- حامد البيتاوي: 23/2/2011 م: أدان الشيخ حامد البيتاوي «ما يرتكبه العقيد الليبي من جرائم ضد أبناء شعبه»، وقال إنهم بصفتهم رابطة لعلماء فلسطين يؤيدون الشعب الليبي في ثورته ضد «الطاغوت والمتسلط وأزلامه». ورفض مبررات القذافي للإقدام على مثل هذه الجرائم. ورفض البيتاوي الصمت الدولي والعربي تجاه «مجازر النظام الليبي» بحق شعبه.[367]
- حسن خاطر: 23/2/2011 م: اعتبر الأمين العام للهيئة الإسلامية المسيحية الفلسطينية الدكتور حسن خاطر ما يجري بحق الشعب الليبي جريمة لا يجب السكوت عليها، وطالب بتدخل دولي لإيقاف ما سماها الجرائم والمجازر. وقال أن الفلسطينيين، مسلمين ومسيحيين، يقفون إلى جانب الشعب الليبي ويعتبرون أن «ما يجري هو جريمة بكل المقاييس وعدوان على حق الليبيين في التظاهر والمطالبة بحقوقهم التي كفلها الشرع والقانون الدولي والإنساني وفي قول كلمتهم في مصيرهم وقيادتهم وثرواتهم».[367]
- توني بلير: 25/2/2011 م: طلب رئيس الوزراء البريطاني السابق توني بلير من الزعيم الليبي معمر القذافي في اتصال هاتفي سري، الكف عن قتل المتظاهرين الثائرين عليه. وأوضحت صحيفة ذي إندبندنت البريطانية أن بلير أجرى اتصالين هاتفيين سرا بالقذافي يوم الجمعة الماضي، وهو اليوم الذي شهد ظهور القذافي مناشدا مؤيديه المخلصين «الدفاع عن البلاد» في وجه الثورة و«سحق الأعداء» الواقفين وراءها.[368]
- أحمد الطيب (شيخ الأزهر): 26/2/2011 م: أصدر شيخ الأزهر أحمد الطيب بيانا شديد اللهجة قال فيه إن «النظام الليبي قد فقد كل شرعية، وحكمه الآن هو حكم الغاصب المعتدي المتسلط على الناس ظلما وعدوانا، لما قام به من إراقة دماء شعبه للحفاظ على سلطان زائل، ولما يقوم به وأعوانه من جرائم شنعاء ضد شعبه». ودعا كل المسؤولين الليبيين وضباط الجيش الليبي وجنوده إلى رفض طاعة النظام في إراقة دماء الشعب الليبي واستحلال حرمته، «وإلا أصبحوا شركاء له في الجرم يُؤخذون به في الدنيا والآخرة».[369]
- سميح القاسم: 27/2/2011 م: أدان الشاعر الفلسطيني الكبير سميح القاسم ما يرتكبه النظام الليبي من «قمع ومجازر» ضد مواطنيه وحقهم في حرية الرأي والتعبير، كاشفا أنه رفض زيارة الجماهيرية بناء على دعوة شخصية وجهها له الزعيم الليبي معمر القذافي قبل أسابيع قليلة.[370]
- صالح اللحيدان: 28/2/2011 م: أعلن عالم الدين السعودي البارز وعضو هيئة كبار العلماء الشيخ صالح اللحيدان تأييده المتظاهرين الليبيين ودعاهم إلى حقن الدماء وحفظ الأمن، وإلى إزاحة العقيد معمر القذافي الذي قال إنه لا يرى أنه حاكم مسلم. ويأتي هذا الموقف من الشيخ السعودي مخالفا لما قد أعلنه قبل أيام فقط وفقاً لنص صوتي منسوب إليه يقول فيه بعدم شرعية المظاهرات.[371]
- مثقفون وأدباء فلسطينيون: 1/3/2011 م: أصدر مثقفون وكتّاب وأدباء فلسطينيون بيانا أيدوا فيه «ثورة الشعب الليبي» ضد العقيد معمر القذافي. وأدان الموقعون على البيان ما وصفوها بأنها «جريمة بحق الإنسانية» يقوم بها نظام العقيد من خلال عمليات القتل والتخريب المتعمد ومحاولة تقسيم البلاد. ومن بين الموقعين على البيان: يحيى يخلف، أسعد الأسعد، أحمد رفيق عوض، غسان زقطان، أكرم مسلم، عبد الناصر النجار، وائل مناصرة، زياد خداش، عبد الرحمن أبو شمالة، رائد الدبس.[372]

## وصلات خارجية
- مقال عن الترسانة العسكرية الهائلة للقذافي.. مقال مترجم من مجلة فورين بوليسي الأميركية للكاتب بيتر بوكاريت 12/4/2011 م.
- ميزان التسلح بين قوات القذافي والمعارضة المسلحة.. تقرير من موقع بي بي سي العربية.
- مقطع على اليوتيوب يظهر المعارك العنيفة بين الثوار وكتائب القذافي للسيطرة على البريقة يوم الأربعاء 6-4-2011 م.. على يوتيوب.
- مقطع على اليوتيوب يظهر المعارك بين الثوار وكتائب القذافي في الطريق بين البريقة وأجدابيا يوم الجمعة 8-4-2011 م.. على يوتيوب.
- اللجنة الدولية للصليب الأحمر في ليبيا